# Chronologie de la guerre d'Irak
Pour un article plus général, voir Guerre d'Irak.

## Introduction - la guerre d'Irak: un conflit ancien
Bien que les combats pour l’Operation Iraqi Freedom ont véritablement commencé le jeudi 20 mars 2003, les préparatifs ont débuté le 1er mars 1991, au lendemain de la fin de l’Operation Desert Storm (17 janvier 1991 - 28 février 1991). L’Operation Iraqi Freedom marque le dernier chapitre d’une implication continue des États-Unis dans le golfe persique depuis vingt ans, avec notamment la présence continue de troupes américaines et britanniques sur le territoire irakien dans le cadre des opérations :
- Opération Southern Watch (août 1992- mars 2003)
- Opération Provide Comfort (avril 1991 - décembre 1996)
- Opération Desert Strike (septembre 1996)
- Opération Northern Watch (décembre 1996 - mars 2003)
- Opération Desert Thunder (février - décembre 1998)
- Opération Desert Fox (décembre 1998)
- Opération Southern Focus (juin 2002 - mars 2003).

## Année 2001

### Septembre 2001
- Mardi 11 septembre 2001 : des attentats contre le World Trade Center et le Pentagone sont perpétrés par des terroristes islamistes à l’aide d’avions de ligne américains. Ces attentats déclenchent une véritable haine des États-Unis contre le terrorisme qui débouchera sur une nouvelle ère : la Global war on terrorism (GWOT) (guerre mondiale contre le terrorisme). Ils ont ensuite été revendiqués par Oussama Ben Laden[1].

Dans l’après-midi, Donald Rumsfeld a transmis une note au Général Richard B. Myers (USAF) pour avoir le plus d’informations le plus rapidement possible. La note indiquait qu’il devait envisager une multitude de possibilités et d’options et ne pas se limiter qu’à Ben Laden.
- Mercredi 12 septembre 2001 : George W. Bush convoque Richard A. Clarke et d’autres membres de son administration afin d’explorer les possibilités de liens entre les attentats du 11 septembre et l’Irak. George W. Bush a demandé « de regarder si Saddam avait fait cela » et de « regarder s’il n’y a pas participé de quelque manière que ce soit ».

- Vendredi 14 septembre 2001 : des spéculations font état d'une possibilité que l'Irak ait contribué à l'entrainement des pirates de l'air. James Woolsey (ancien directeur de la CIA) a évoqué la possibilité d'un « mariage très fructueux entre Saddam Hussein et Ben Laden ».

- Mardi 18 septembre 2001 : En réponse à la demande de George W. Bush, le bureau de Richard A. Clarke a envoyé un mémo à Condoleezza Rice, portant le titre Survey on intelligence information on any Iraq involment in the September 11 attacks. Le chef de staff de Condoleezza Rice en Afghanistan conclut que seules des preuves anecdotiques liaient l’Irak à Al-Qaïda. Le memo ne relève aucune preuve concrète de l’intervention de l’Irak dans la préparation ou la mise en œuvre des attaques de 11 septembre et affirme qu’il n’y a aucun lien entre l’Irak et Al-Qaïda, notamment parce que Ben Laden n’aime pas le sécularisme de Saddam Hussein.

À la demande de Saddam Hussein, le vice-Premier Ministre irakien Tarek Aziz écrit une lettre à Ramsey Clark, ancien ministre de la justice de Lyndon Johnson et opposant à la première guerre du golfe, dans laquelle il exprime ses condoléances aux familles des victimes des attentats contre le World Trade Center.
- Jeudi 20 septembre 2001 : le ministre de la Défense italien Antonio Martino a, dans une déclaration, estimé qu'Oussama Ben Laden pourrait n'être qu'un second rôle et évoque la possibilité qu'un état se trouve derrière les attentats américains. L'Irak est visé. Un fonctionnaire du Ministère de la Défense Irakien a nié tout lien avec les attentats qui ont frappé les États-Unis tout en ne les dénonçant pas. Selon certaines sources, l'Irak pourrait être à l'origine de ces actions.

Une centaine d'avions américains sont déployés dans le Golfe.
Lors d’une réunion, George W. Bush a déclaré à son homologue britannique Tony Blair que sa priorité n’est pas l’Irak.
- Vendredi 21 septembre 2001 : des responsables américains ont dit au Washington Times que Saddam Hussein a pris contact avec Ben Laden les jours précédents les attentats du 11 septembre. Mohammed Atta, un des pirates de l'air, aurait ainsi rencontré des responsables irakiens en Tchécoslovaquie. Des transfuges irakiens affirment que les pirates de l'air ont été formés dans une maquette de Boeing 707 à la base Salman Pak, en Irak.

### Octobre 2001
- Mercredi 10 octobre 2001 : au Qatar, le porte-parole d'Al Qaida (l’organisation de Ben Laden), Soulaiman Abou Ghaïth, s'est adressé à la « nation islamique » dans un message pré-enregistré diffusé par la chaîne satellitaire arabe Al-Jazira à Doha déclarant que « la tempête des avions ne s'arrêtera pas, si Dieu le veut, parce que des milliers de jeunes de notre nation veulent autant mourir que les Américains veulent vivre ». Ajoutant : « ces jeunes qui ont frappé l'Amérique en faisant exploser des avions à New York et à Washington ont bien agi en portant le combat au cœur des États-Unis et cette guerre y restera jusqu'à ce que l'Amérique cesse de soutenir les juifs et mette fin à l'embargo injuste contre le peuple irakien qui a coûté la vie à plus d'un million d'enfants ».

### Novembre 2001
- Lundi 26 novembre 2001 : George W. Bush évoque un recours à la force militaire puisque l’Irak persiste à refuser le retour des inspecteurs des Nations unies sur son territoire.

- Mercredi 28 novembre 2001 : Washington a mis en garde Bagdad contre la production d'armes de destruction massive. George Bush exige le retour des inspecteurs de l'ONU pour le désarmement. Bagdad refuse catégoriquement.

- Jeudi 29 novembre 2001 : Les pays arabes ont mis en garde Washington de frapper l'Irak ou tout autre pays arabe dans leur lutte contre le terrorisme, ce qui serait, selon eux, une « erreur mortelle ».

- Vendredi 30 novembre 2001 : le Conseil de Sécurité de l'ONU a voté à l'unanimité une résolution visant à alléger les sanctions contre l'Irak et prolonge jusqu'en mai 2002 le programme « Pétrole contre nourriture ». Une liste de produits qui pourront être importés librement par l'Irak est établie.

### Décembre 2001
- Mercredi 5 décembre 2001 : le chef de la diplomatie irakienne a annoncé que son pays refusait le retour des inspecteurs de l'ONU sur le désarmement. Selon lui, seule l'ONU a le droit de décider de ce retour et non les États-Unis.

## Année 2002

### Janvier 2002
- Janvier 2002 : La Marine Forces Pacific a ordonné à la 1st Marine Expeditionary Force (I MEF - force expéditionnaire) de commencer à se préparer pour l'éventualité d'une opération dans la région (zone sous la responsabilité) du CentCom. Les planificateurs du I MEF ont commencé à travailler les plans pour l'invasion de l'Irak plus d'un an avant le début des combats.

- Mardi 29 janvier 2002  : George W. Bush utilise l’expression « axe du mal » dans son discours sur l'état de l'Union. Cette expression désigne les différents pays suspectés de soutenir le terrorisme et de vouloir se procurer des Armes de Destructions Massives (ADM). À l'époque, il était alors question de la Corée du Nord, de l’Iran et de l’Irak. Cette expression, inventée par David Frum (rédacteur des discours de George W. Bush), n'est pas sans rappeler celle de Forces de l'Axe utilisée lors de la Deuxième Guerre mondiale (désignant les pays fidèles à l'Allemagne Nazie, autrement dit l'Axe Rome-Berlin) et celle d’Empire du Mal pour désigner l'Ex-Union Soviétique lors de la Guerre Froide.

### Février 2002
- Février 2002 : Charles S. Faddis, officier de la CIA, forme son équipe au quartier général de la CIA à Langley. La moitié de son équipe a déjà engagé la lutte contre Al-Qaïda durant la campagne d'Afghanistan de 2001. Ils reçoivent un entrainement de remise à niveau et un entrainement pour mener des opérations de contreterrorisme (armes, langues - arabe, kurde, persan et turc -, reconnaissance, guidage...). Ils ont été avertis par la Maison-Blanche en janvier 2002 que la guerre en Irak était imminente. L'équipe est prête dès mars 2002, mais ne sera envoyée qu'en juillet 2002[2].

- Mercredi 6 février 2002 : l’Irak s'est dit prêt à autoriser le retour des inspecteurs de l'ONU chargés du désarmement.

- Lundi 11 février 2002 : la Russie a mis en garde les États-Unis contre d'éventuelles frappes unilatérales visant l'Irak. M. Poutine a précisé que « seul l'aval du conseil de sécurité de l'ONU pourrait autoriser un recours à la force contre les Irakiens » et qu'il « faudrait établir des preuves irréfutables de l'implication de l'Irak dans le soutien aux mouvements terroristes internationaux ».

- Jeudi 14 février 2002 : l'Irak refuse le retour des inspecteurs de l'ONU sur son territoire parlant d'un « complot américain » après les menaces américaines d'un recours à la force contre l'Irak, qui fait partie, selon George Bush, « de l'axe du mal ».

- Vendredi 15 février 2002 : Alors que l'Irak plaidait jeudi devant le conseil de sécurité de Nations unies pour qu'il intervienne auprès des États-Unis pour empêcher une nouvelle guerre contre son territoire, le président Bush a affirmé que « le monde a un problème avec l'Irak et que le statu quo n'est pas acceptable ». Le secrétaire d'État Colin Powell a poursuivi en disant que « le régime irakien doit changer ou être changé et les États-Unis sont prêts à agir seuls pour y parvenir ». La Russie, les pays arabes, l'Union européenne et le Canada ont vivement critiqué cette position.

### Mars 2002
- Vendredi 8 mars 2002 : À New York, le secrétaire général de l'ONU a rencontré le ministre irakien des affaires étrangères dans le but de reprendre des négociations pour le retour en Irak des inspecteurs de l'ONU sur le désarmement.

- Dimanche 10 mars 2002 : selon l'hebdomadaire britannique The Observer, les États-Unis demandent à la Grande-Bretagne de prévoir l'envoi de 25 000 soldats qui rejoindraient une force d'intervention américaine pour combattre Saddam Hussein.

- Mardi 12 mars 2002 : le vice-président américain Dick Cheney est arrivé à Londres où il a rencontré le premier ministre Blair. Il se rendra dans 9 pays arabes. Il tente de faire adhérer une majorité de pays à une intervention armée contre l'Irak (qui selon Bush, fait partie de « l'axe du mal ») car Saddam « développe des armes de destruction massive ».

- Lundi 18 mars 2002 : le vice-président irakien Taha Yassine Ramadan indique que son pays accepterait le retour des inspecteurs internationaux en désarmement, si l'ONU définissait les sites à visiter et un calendrier pour leur mission.

- Mardi 19 mars 2002 : George Tenet, directeur de la Central Intelligence Agency, assure que Bagdad a eu des contacts avec Al-Qaïda.

### Avril 2002
- Dimanche 7 avril 2002 : le Premier ministre britannique Tony Blair adresse un avertissement à l'Irak, évoquant un « renversement » par la force de tout régime menaçant la sécurité internationale.

- Mardi 9 avril 2002 : l'Irak a annoncé la suspension de ses exportations de pétrole brut pour une période de 30 jours pour protester contre l'occupation par l'armée israélienne des territoires palestiniens et tenter d'obtenir un retrait immédiat. La Russie a critiqué cette décision.

- Mardi 23 avril 2002 : Saddam Hussein a annoncé qu'il donnerait 25 000 $ à chaque famille palestinienne propriétaire de sa maison détruite à Jénine « par les criminels sionistes ».

- Lundi 29 avril 2002 : un million de personnes se sont rendues dans les rues de Bagdad pour célébrer le 65e anniversaire du président, Saddam Hussein.

### Mai 2002
- Lundi 6 mai 2002 : après un mois d'arrêt pour protester contre la politique d'invasion des territoires autonomes palestiniens par l'armée israélienne, Bagdad annonce la reprise de ses exportations de brut dès le 8 mai.

- Mardi 14 mai 2002 : le conseil de sécurité de l'ONU, réuni à New York, a adopté à l'unanimité la résolution 1409 qui vise à alléger les sanctions économiques prises en 1990 contre l'Irak et qui permettra l'importation de produits d'usage civil.

- Vendredi 17 mai 2002 : l'Irak est prêt à accepter la résolution 1409 de l'ONU autorisant l'importation de produits d'usage civil. Bagdad a toutefois réclamé une levée totale de l'embargo imposé en 1990 et l'arrêt du survol des zones d'exclusion par les armées américaine et britannique imposé en 1991 après la guerre du Golfe.

### Juin 2002
- Mardi 4 juin 2002 : un parlementaire canadien, Scott Ritter, a demandé au parlement d'Ottawa de tenter de dissuader les États-Unis de lancer une guerre contre l'Irak. Cet ancien inspecteur en chef de l'ONU pour le désarmement de l'Irak a affirmé que l'Irak est désarmé et qu'après la guerre du Golfe et 11 ans de sanctions militaires et économiques, elle ne détient plus aucune arme biologique ou nucléaire. Le comité parlementaire, quant à lui, estime qu'il faut lever les sanctions économiques contre l'Irak et rouvrir l'ambassade du Canada à Bagdad[réf. nécessaire].

- Mardi 18 juin 2002 : Après la publication la veille par le Washington Post d'un plan secret élaboré par Washington aux fins de renverser le président Saddam Hussein, le chef de la diplomatie irakienne a déclaré que « ce plan ne comportait rien de nouveau ». Selon le Washington Post, le président Bush aurait demandé à la CIA « d'employer tous les moyens nécessaires pour renverser et même tuer Saddam Hussein ».

### Juillet 2002
- Mercredi 3 juillet 2002 : plusieurs journaux indiquent que des forces spéciales américaines ont été déployées en Jordanie. Selon ces journaux, cela permettrait de collecter des informations cruciales (permettre aux renseignements de mener des opérations de repérage) dans l'éventualité d'une guerre contre l'Irak et cela permettrait également d'organiser la défense de la Jordanie et d'Israël dans l'hypothèse où Bagdad voudrait envahir ces deux pays afin de faire barrage contre un éventuel assaut américain en Irak. Les services de renseignements russes et plusieurs sources en Syrie indiquent que les forces spéciales américaines sont déjà dans le pays. Interviewé par le quotidien jordanien Al Rai, le Ministre de l’information jordanien Mohammed Edwan a quant à lui nié que des forces spéciales américaines étaient présentes sur le sol jordanien pour préparer des opérations militaires contre l'Irak.

- Vendredi 5 juillet 2002 : selon le quotidien The New York Times, l'armée américaine a mis secrètement au point un plan prévoyant une attaque massive contre l'Irak, forte de centaines d'avions de combat et de quelque 250 000 hommes. Saddam Hussein a refusé le retour des inspecteurs en désarmement des Nations unies.

- Samedi 6 juillet 2002 : la Commission européenne a débloqué 13 millions d'euros pour un programme d'aide à la population irakienne touchée depuis 1990 par l'embargo à la suite de la guerre du Golfe. Ces fonds serviront à lancer des actions d'aide alimentaire, d'éducation, d'amélioration des systèmes de distribution et d'assainissement de l'eau potable.

- Lundi 8 juillet 2002 : Washington veut un « changement de régime » et utilisera « tous les moyens pour renverser Saddam Hussein », a déclaré George W. Bush.

- Mercredi 10 juillet 2002 : huit officiers de la CIA pénètrent dans le Kurdistan irakien pour des opérations clandestines (opération appelée Operation Hotel California), à partir de la frontière turque. Leur objectif est de localiser et détruire les cellules d'Al-Qaïda et de renverser le parti Baath de Saddam Hussein. À leur tête se trouve Charles S. Faddis, alors chef de base au Moyen-Orient (2002-2003).

- Samedi 13 juillet 2002 : selon le quotidien libanais As-Safir, qui cite des sources diplomatiques, Washington a mené d'intenses négociations avec le Qatar, la Turquie et la Jordanie dans le but d'amener ces deux pays à autoriser les troupes américaines à utiliser leur territoire et leur espace aérien dans le cadre d'une attaque contre l'Irak et renverser Saddam Hussein. Selon ces mêmes sources, l'attaque serait menée par voie terrestre avec l'aide de 5000 soldats jordaniens.

- Vendredi 12 juillet au dimanche 14 juillet 2002 : des officiers irakiens en exil et des représentants de l'opposition créent à Londres un conseil militaire pour renverser Saddam Hussein.

- Lundi 15 juillet 2002 : l'Irak a célébré dimanche le 44e anniversaire de la chute de la monarchie hachémite en place depuis 1921 par un coup d'état militaire perpétré par le général Abdel Karim Kassel qui a instauré un régime républicain. En Grande-Bretagne, Des officiers irakiens, en exil à Londres, ont annoncé la création d'un « Conseil militaire » dont le but est de renverser Saddam Hussein. Ils ont appelé l'armée irakienne à se joindre à eux.

- Vendredi 19 juillet 2002 : l'aviation américano-britannique a lancé dans la nuit de jeudi à vendredi des raids aériens dans le sud du pays touchant un quartier résidentiel, causant la mort de 5 civils et en blessant une vingtaine d'autres.

L'Irak ne reconnaît pas les deux zones d'exclusion aériennes imposées en 1991 par Washington et Londres dans le nord et le sud du pays car elles n'ont pas fait l'objet d'une résolution de l'ONU.

### Septembre 2002
- Mardi 3 septembre 2002 : Bagdad a invité des journalistes et des photographes à visiter une usine de phosphates, près d’Al-Qaïm, à 500 km à l'ouest de Bagdad, que Washington soupçonne de produire des composants nucléaires. Selon Bagdad les inspecteurs en désarmement de l'ONU ont déjà visité 6 fois cette usine et n'y ont rien trouvé de suspect.

- Mercredi 4 septembre 2002 : le président George W. Bush, déclare le gouvernement de Bagdad « régime hors la loi », et déclare au Congrès que « ne rien faire... n’est pas une solution ». La Ligue Arabe, réunie au Caire, et l'Union européenne se sont formellement opposées à toute frappe militaire américaine contre l'Irak sans un mandat de l'ONU.

- Vendredi 6 septembre 2002 : grâce à des images satellites, de nouvelles infrastructures auraient été détectées sur un ancien site nucléaire en Irak, selon un expert de l’AIEA.

- Samedi 7 septembre 2002 : le président George W. Bush et le premier ministre britannique Tony Blair se réunissent à Camp David, estimant que la découverte de nouvelles infrastructures est une preuve de « menace réelle ».

- Dimanche 8 septembre 2002 : dans l’affaire des « images satellites » d’une centrale irakienne, l’AIEA (l'Agence Internationale des Énergies Atomiques) dément que ces photos puissent apporter une information nouvelle.

En réponse, le gouvernement irakien autorise des journalistes du monde entier à se rendre sur le lieu indiqué par les photos pour constater par eux-mêmes.
De son côté, le vice-Président Dick Cheney affirme qu’une cargaison d’équipements a été interceptée à destination de l’Irak. Elle aurait comporté, selon la conseillère pour la sécurité nationale, Condoleezza Rice, des « tubes d’aluminium pour centrifugeuses » susceptibles de servir à la mise au point d’une arme nucléaire.
- Lundi 9 septembre 2002 : dans un rapport publié, l’International Institute for Strategic Studies (IISS), à Londres, attire l’attention de la communauté internationale « sur le devoir urgent » de répondre au « problème sans équivalent » posé par l’Irak, qui serait capable de fabriquer une arme nucléaire, si le pays disposait de matière fissile.

- Jeudi 12 septembre 2002 : devant la 57e Assemblée générale des Nations unies :

Le secrétaire général de l’ONU, Kofi Annan, demande au président George W. Bush de n’agir contre l’Irak, que « dans le cadre d’institutions multilatérales ».
Le Président américain somme Saddam Hussein de « désarmer immédiatement et sans conditions » et enjoint au Conseil de sécurité d'adopter « les résolutions nécessaires » à son encontre, sans quoi le gouvernement américain agira seul.
- Mercredi 11 septembre 2002 : Le vice-président Taha Yassine Ramadan a appelé les « Arabes à attaquer les intérêts matériels et humains des États-Unis » en cas de frappes américaines sur l'Irak.

- Jeudi 12 septembre 2002 : George W. Bush évoque une « action inévitable », contre l’Irak, devant l’ONU (57e Assemblée générale). Il s’est adressé à l’assemblée des Nations unies et a confronté ses membres face au danger grave et immédiat que représente l’Irak.

L'ambassadeur irakien auprès de l'ONU a immédiatement répondu à George Bush, déclarant que le président américain « essaie de tromper l'opinion publique internationale » et qu'il « n'a aucune preuve que l'Irak soit lié au terrorisme ». L'ambassadeur l'accuse d'avoir « énoncé une longue liste de mensonges » dans son discours. Le vice-premier ministre Tarek Aziz a déclaré que « l'Irak donnerait une leçon aux États-Unis en cas de frappes » ajoutant que Washington cherche à « contrôler l'Irak et son pétrole et à protéger Israël ».
- Vendredi 13 septembre 2002 : le Pentagone reprend une hypothèse de 1998, selon laquelle l’Irak disposerait de laboratoires mobiles d’armes biologiques, montés sur des camions.

- Samedi 14 septembre 2002 : Bagdad a refusé tout retour des inspecteurs en désarmement de l'ONU.

- Du samedi 14 au 17 septembre 2002 : voyage en Irak de trois députés français de l’UMP Thierry Mariani, Didier Julia et Éric Diard, ce qui déclenche une polémique en France.

- Lundi 16 septembre 2002 : le gouvernement irakien accepte le retour sans conditions des experts en désarmement de l’ONU. Le gouvernement américain suspecte et dénonce « un geste tactique » et émet la demande que « le conseil de sécurité agisse ».

- Mardi 17 septembre 2002 : le secrétaire d'État américain, Colin Powell, déclare que les États-Unis souhaitent une nouvelle résolution de l'ONU pour garantir que l'Irak respectera ses engagements de désarmement.

Interviewé par le Times de Londres, un scientifique irakien et ancien responsable du programme nucléaire irakien jusqu'en 1994, et qui vit maintenant aux États-Unis, l'Irak disposerait de plus d'une tonne d'uranium appauvri importé en contrebande du Brésil et peut produire des engins nucléaires.
Saddam Hussein a accepté sans condition le retour des inspecteurs de l'ONU chargés du désarmement déclarant qu'il répondait ainsi à « la pression amicale des autres pays arabes » et que « les États-Unis n'avaient plus de prétexte valable pour l'attaquer ». Pékin et Moscou se sont déclarés satisfaits par cette volte-face du président irakien tandis que Londres et Washington rejetaient cette offre. La France elle, a déclaré qu'il « fallait prendre Saddam Hussein au mot ». Pour les pays arabes, c'est une grande victoire diplomatique.
L'AIEA (Agence internationale de l’énergie atomique) s'est dite prête à reprendre immédiatement ses inspections si l'ONU le décidait.
- Mercredi 18 septembre 2002 : Bagdad a confirmé à l'ONU sa décision d'accepter le retour immédiat et sans condition des inspecteurs de l'ONU chargés du désarmement. Le président Bush parle de « subterfuge ».

- Jeudi 19 septembre 2002 : le président George W. Bush demande au Congrès d’adopter une résolution l’autorisant à « faire usage de la force » contre Bagdad si nécessaire.

- Vendredi 20 septembre 2002 : l'administration Bush présente sa stratégie pour la sécurité nationale, qui prévoit notamment des attaques préventives contre les « États voyous ».

Selon l'ancien inspecteur de l'ONU chargé du désarmement en Irak, Scott Ritter, 90 à 95 % des armes de destruction massive irakiennes ont été détruites lors des inspections onusiennes. Scott Ritter n'a pas exclu que Bagdad puisse disposer d'importants stocks d'armes chimiques mais qui, selon lui, sont périmés : « ce n'est plus qu'une matière visqueuse, inutile et sans danger ».
Bagdad a espéré que sa décision d'accepter le retour des inspecteurs de l'ONU soit une première étape vers la levée des sanctions imposées depuis 1990. Bagdad a réaffirmé ne détenir aucune arme nucléaire, chimique ou biologique. Les inspecteurs de l'ONU chargés du désarmement pourraient arriver pour débuter leurs inspections à la mi-octobre.
- Mardi 24 septembre 2002 : Lors d'une réunion extraordinaire de la Chambre des Communes, le premier ministre Tony Blair a présenté un rapport de 55 pages par lequel il démontre que l'Irak serait prêt à développer des armes de destruction massive (chimiques ou bactériologiques) et développer l'arme nucléaire d'ici un ou deux ans grâce à des aides étrangères, ou 5 ans par ses propres moyens. En réponse à ces accusations, le ministre des affaires étrangères irakienne a réaffirmé qu'il était prêt à accueillir les experts en désarmement. Le gouvernement irakien qualifie ce dossier de « mélange de mensonges, de demi-vérités et d’allégations naïves » et demande que Tony Blair soumette son dossier à la commission de contrôle, de vérification et d'inspection des Nations unies et à l’AIEA.

- Jeudi 26 septembre 2002 : un « pré-projet » américano-britannique prévoit l'automaticité du recours à la force, selon des informations circulant à Paris. La France, la Russie et la Chine ont la « même approche » sur l'Irak : une démarche en deux temps, proposée par Paris.

Bagdad a une nouvelle fois rejeté les accusations du premier ministre britannique, qui a publié mardi un rapport selon lequel l'Irak détiendrait des stocks d'armes de destruction massive, et l'a qualifié de « mensonges et d'allégations ».
L'aviation américano-britannique a bombardé l'aéroport de Bassora pour y détruire une rampe de radars mobiles de défense anti-aérienne. Selon Bagdad, ce sont les radars civils de l'aéroport qui ont été détruits. Le gouvernement irakien fait état de plus de 850 violations de son espace aérien, en seulement quatre semaines, par des raids américains et britanniques.
- Samedi 28 septembre 2002 : au cours d'une interview à la télévision nationale, le vice-premier ministre Tarek Aziz a déclaré que son pays « était déterminé à se défendre contre toute frappe américaine » mais « n'a pas les moyens d'attaquer Israël ».

### Octobre 2002
- Jeudi 10 octobre 2002 : la Chambre des représentants des États-Unis, par 296 voix contre 133, autorise le recours à la force contre l’Irak, y compris sans l’aval du Conseil de sécurité des Nations unies.

- Vendredi 11 octobre 2002 : le Pentagone a ordonné que le 1st Marine Expeditionary Force (I MEF) déploie son quartier général au Koweït pour qu'il collabore avec le Coalition Forces Land Component Command (CFLCC) sous le commandement du lieutenant général David McKiernan.

- Mardi 15 octobre 2002 : référendum plébiscite pour Saddam Hussein (100 % de votants, 100 % des voix), lui accordant un nouveau mandat de sept ans.

- Dimanche 20 octobre 2002 : amnistie quasi générale en Irak, des prisonniers de droit commun et des détenus politiques.

### Novembre 2002
- Vendredi 15 novembre 2002 : le quartier général de la I MEF, ainsi que son commandement fraichement nommé, le Lieutenant Général James T. Conway, sont déployés au Koweït.

- Samedi 16 novembre 2002 : le poste de commandement avancé de la 3rd Marine Aircraft Wing (3rd MAW), sous le commandement du Major Général James F. Amos, arrive au Koweït.

- Lundi 18 novembre 2002 : Hans Blix, chef de la Commission de contrôle, de vérification et d’inspections des Nations unies (COCOVINU), accompagné de Mohamed el-Baradei, chef de l’Agence Internationale de l’énergie atomique (AIEA), arrive à Bagdad. Les premiers inspecteurs arrivent le 25 novembre.

Le poste de commandement avancé de la 1st Marine Division arrive au Koweït.
- Dimanche 24 novembre 2002 : l'exercice Lucky Warrior 03-1 du Coalition Land Forces Component Command (CFLCC) a débuté afin de tester les liens de commandement et de contrôle avec la I MEF et d'autres commandements.

- Le gouvernement américain s’oppose à la prorogation du programme « Pétrole contre nourriture ». Le Conseil de sécurité des Nations unies le reconduit mais seulement pour 8 jours.

### Décembre 2002
- Mercredi 4 décembre 2002 : au siège de l’OTAN, au retour d’une visite à Ankara où il a obtenu de la Turquie qu’elle ouvre ses bases aériennes à l’aviation civile alliée dans la perspective d’une offensive contre l’Irak, le secrétaire d’État américain Paul Wolfowitz, déclare : « Nous avons déjà rassemblé une puissante coalition ... Un grand nombre d’alliés ont indiqué qu’ils seraient avec nous, quoi qu’il arrive ».

- Lundi 9 décembre 2002 : début de l'exercice Internal look du Central Command (CentCom) sur base de la dernière version du plan pour l'invasion de l'Irak, l'OPLAN 1003V.

- Mercredi 11 décembre 2002 : la Maison-Blanche rend public un document par lequel le gouvernement américain se réserve « le droit de répondre avec une force écrasante, y compris par l’utilisation de toutes les options à leur disposition, à l’emploi d’armes de destruction massive contre les États-Unis, leurs forces à l’étranger, leurs amis et leurs alliés ».

- Mercredi 18 décembre 2002 : le président George W. Bush se dit « préoccupé par les omissions » du rapport remis par le gouvernement irakien à l’ONU et à l’AIEA. Le 19, le secrétaire d’État américain Colin Powell, parle d'« omissions », et de « violations patentes » de la résolution 1441 et indique que si le désarmement « ne peut être fait pacifiquement, ce sera par la force ».

- Dimanche 22 décembre 2002 : en réponse aux critiques reçues sur le rapport remis à l’AIEA et à l’ONU, le gouvernement irakien dit ne pas avoir de documents supplémentaires à fournir, accepte les interrogatoires de la communauté scientifique, et demande à la CIA d’envoyer sur place des agents « pour indiquer aux experts du désarmement de l’ONU les sites qu’il faudrait inspecter ». Le 23, fin de non-recevoir du gouvernement américain.

- Dimanche 29 décembre 2002 : le secrétaire d’État américain Colin Powell estime que la crise irakienne ne peut pas « durer indéfiniment » et que les États-Unis s’apprêtent à répliquer. En revanche aucune « frappe préventive » n’est prévue contre la Corée du Nord.

## Année 2003
Janvier-mars 2003 : plusieurs journaux américains (The Economist, Reuters, The New York Times, Associated Press) expliquent que les forces militaires américaines pourraient utiliser des « armes à énergie guidée » en Iraq. Alors que les États-Unis et ses alliés se préparent pour la guerre en Iraq, de nombreux articles de presse disent que les forces militaires américaines pourraient utiliser des armes « à énergie guidée » nouvellement développées, pendant l’Operation Iraqi Freedom. Les armes à énergie guidée » sont basées sur la technologie laser. La plus avancée de ces armes et qui risque le plus probablement d’être utilisée prochainement est une micro-onde de forte intensité utilisée pour détruire l’électronique ennemie en émettant une puissante impulsion électromagnétique, qui s’apparente à une surtension électrique causée par la foudre. 
Le danger d’une impulsion électromagnétique a été réalisé la première fois dans les années ’60, lors des recherches sur des armes nucléaires. Une explosion nucléaire peut libérer assez de radiations pour griller l’équipement électronique. Les militaires américains et soviétiques sont réputés avoir consacrés des efforts considérables pour renforcer leurs équipements contre de tels dommages. Depuis les années 1980, les États-Unis ont aussi recherchés à utiliser des micro-ondes de haute-puissance comme une arme offensive pour mettre hors-circuit les équipements de communication, électriques et informatiques. De telles recherches ont débuté à Kirtland Air Force Base (Nouveau Mexique) sous la responsabilité du bureau des énergies guidées du laboratoire de recherche de l’US Air Force. Le centre de Kirtland a environ 600 employés et 120 millions $ de budget annuel. Les compagnies américaines telles que TRW, Raytheon et Lockheed Martin sont également impliquées dans le projet. 

### Janvier 2003
- Janvier 2003 : d'intenses préparatifs pour intégrer la 1st Armoured Division britannique dans la I MEF ont eu lieu. Cette division a reçu la responsabilité de sécuriser le sud-est de l'Irak.

- Jeudi 2 janvier 2003 : le Pentagone a remis l'ordre de déploiement 177A, rapidement suivi par l'ordre de déploiement 177B, qui ordonne le déploiement intégral de la I MEF sur le théâtre des opérations.

- Mardi 7 janvier 2003 : en France, le président Jacques Chirac appelle les armées à se « tenir prêtes à toute éventualité ».

- Mercredi 8 janvier 2003 : le ministre des Affaires étrangères Dominique de Villepin demande que les américains transmettent, immédiatement, toutes les informations disponibles qu’ils disent détenir aux inspecteurs de la COCOVINU et de l’AIEA, afin de permettre au Conseil de sécurité des Nations unies d’apprécier la réalité des faits.

- Jeudi 9 janvier 2003 : devant le Conseil de sécurité des Nations unies, Hans Blix et Mohamed el-Baradei indiquent n’avoir trouvé aucune preuve concrète de l’existence d’armes de destruction massive, mais affirment que la coopération des autorités irakiennes est insuffisante.

- Mercredi 15 janvier 2003 : l'Amphibious Task Force - Est a quitté Morehead City (en Caroline du Nord) pour être déployé au Koweït avec la 2nd Marine Expeditionary Brigade (2nd MEB).

- Jeudi 16 janvier 2003 : les inspecteurs de l’ONU, découvrent 12 ogives chimiques vides dans un dépôt de munitions à Oukhaider. Les autorités irakiennes affirment qu’elles ont été déclarées à l’ONU en 1996 et à nouveau répertoriées dans la déclaration du 7 décembre 2002. Le secrétaire d’État américain affirme : « à la fin du mois, il sera largement prouvé que l’Irak ne coopère pas » et que c’est à Bagdad qu'« incombe la charge de la preuve ».

- Vendredi 17 janvier 2003 : l'Amphibious Task Force - Ouest a quitté San Diego (Californie) pour le Koweït, et a emmené des éléments de la I MEF.

- Dimanche 19 janvier 2003 : Le secrétaire d’État américain Donald Rumsfeld déclare que « le temps est compté » pour le régime de Saddam Hussein et invite ce dernier à s’exiler afin d’éviter une guerre.

- Des manifestations contre la guerre d'Irak ont lieu partout à travers le monde, de manière plus ou moins spontanées, et avec plus ou moins de succès derrière un même slogan : « non à la guerre contre l’Irak, justice, paix et démocratie au Proche-Orient et dans le monde ». 
  - Le plus important rassemblement et le plus symbolique s’est déroulé à Washington. les manifestants étaient plus de 50 000 personnes, selon l’AFP et jusqu’à 500 000, selon les organisateurs. Les orateurs, dont le dirigeant noir Jesse Jackson et l’actrice Jessica Lange, ont dénoncé le militarisme de l’administration américaine et sa volonté supposée de contrôler le pétrole irakien.
  - En Europe, la mobilisation a été faible, sauf en France, où plusieurs dizaines de milliers de personnes - près de 200 000, selon les organisateurs - ont manifesté à Paris et dans les principales villes du pays, à l’appel d’une coordination regroupant une quarantaine d’organisations, associations, syndicats et partis de gauche. Des mouvements pacifistes, des partis politiques de gauche, des syndicats, des associations alter-mondialisation et de défense des droits de l’homme ont dénoncé « une guerre présentée comme inéluctable ». « Guerre à la misère, pas aux Irakiens » ou « mondialisation contre la guerre », ont scandé des manifestants. D’autres défilés devaient avoir lieu dimanche, notamment en Belgique et en Espagne.

- Lundi 20 janvier 2003 : le gouvernement irakien signe avec les chefs des inspecteurs de l’ONU, Hans Blix et Mohamed el-Baradei, un accord en dix points afin de faciliter la mission des inspecteurs.

- Mercredi 22 janvier 2003 : le secrétaire d’État américain Donald Rumsfeld lance une polémique : « Je ne vois pas l’Europe comme étant l’Allemagne ou la France. Je pense que c’est la vieille Europe ». Colin Powell de son côté déclare : « La question n’est pas celle du temps nécessaire pour que les inspections marchent. Elles ne marcheront pas. »

- Samedi 25 janvier 2003 : les inspecteurs de l’ONU visitent le principal palais présidentiel de Saddam Hussein à Bagdad.

- Lundi 27 janvier 2003 : les chefs des inspecteurs de l’ONU, Hans Blix et Mohamed el-Baradei, présentent leur premier rapport global au Conseil de sécurité des Nations unies à New-York. Un nouveau délai est accordé pour poursuivre les inspections et ils devront remettre un nouveau rapport le 14 février.

- Retour de Bagdad de la délégation privée d’experts militaires et diplomatiques français qui estiment, que du point de vue, des « intérêts historiques et stratégiques de la France... absolument rien, ne justifie une guerre faite à l’Irak ».

- Mardi 28 janvier 2003 : le président George W. Bush, lors de son discours sur l'état de l'Union, annonce qu’il a les preuves que Saddam Hussein possède des armes de destruction massive et qu’il est lié au mouvement terroriste Al-Qaïda. Ces preuves seront remises au Conseil de sécurité des Nations unies, le 5 février.

- Le gouvernement irakien annonce qu’il va « coopérer encore plus ».

### Février 2003
- Mercredi 5 février 2003 : intervention de Colin Powell devant le Conseil de sécurité des Nations unies, dans le but de convaincre les opinions publiques mondiales, de la « légitimité » d’une action militaire contre l’Irak, en s’appuyant sur des photos satellitaires et des écoutes téléphoniques, il se livre à un réquisitoire contre le régime de Saddam Hussein, l’accusant de ne pas respecter ses obligations en matière de désarmement et d’entretenir des liens avec l’organisation terroriste Al-Qaïda.

- Vendredi 7 février 2003 : le gouvernement britannique est contraint de reconnaître que le dossier décrivant en détail « les activités de dissimulation irakienne », fourni par ses soins au gouvernement américain et mentionné, par Colin Powell, devant le Conseil de sécurité des Nations unies, a été constitué à partir de travaux universitaires dont les informations remontent à 1991. Dans la soirée le président George W. Bush déclare : « la partie est terminée ».

- Samedi 8 février 2003 : l’hebdomadaire allemand Der Spiegel évoque un « plan secret franco-allemand » de désarmement de l’Irak. Cette information est démentie le 9 février par le gouvernement français puis par le gouvernement allemand.

- Conférence sur la sécurité à Munich, où la France et l’Allemagne, soutenues par la Russie, subissent de nouvelles attaques verbales de la part du secrétaire d’État américain Donald Rumsfeld. Le lendemain, le président russe Vladimir Poutine déclare : « Il n’y a pas, actuellement, de fondement pour un recours à la force ».

- Visite de 36 heures, en Irak, des chefs de la COCOVINU et de l’AIEA, Hans Blix et Mohamed el-Baradei. À l’issue de la visite, Hans Blix déclare : « Non, le jeu n’est pas fini ».

- Lundi 10 février 2003 : à l’ONU, mise en circulation d’un document de travail détaillant le plan français de renforcement des inspections.

- Du 10 au 12 février 2003 : visite en France du président russe Vladimir Poutine avec au centre des conversations : l’Irak * Déclaration commune franco-germano-russe : « Il y a encore une alternative à la guerre ». La Chine l’approuve le 11 février.

- Le gouvernement irakien accepte sans conditions le survol de son territoire par des avions espions.

- Mardi 11 février 2003 : La télévision qatarie Al Jazeera diffuse un message enregistré, attribué à Oussama ben Laden et appelant les musulmans au djihad contre les occidentaux en cas d’attaque contre l’Irak. Colin Powell y voit la preuve de la collaboration entre Saddam Hussein et Oussama Ben Laden.

- Mercredi 12 février 2003 : le secrétaire d’État américain Colin Powell accuse les gouvernements français et allemand de chercher à « sauver la mise » à Saddam Hussein. La Conseillère à la sécurité nationale américaine Condoleezza Rice et l’envoyé spécial John Wolf essayent de convaincre Hans Blix de se montrer plus « combatif ».

- Vendredi 14 février 2003 : d’après le nouveau rapport, au Conseil de sécurité de l’ONU, d’un comité d’experts internationaux réunis par Hans Blix : Le gouvernement irakien fait preuve d’une meilleure coopération et des progrès sont faits dans les travaux, mais le rapport note la persistance de questions sans réponses, ce qui justifie la poursuite des inspections. Le missile conventionnel Al-Samoud 2 aurait une portée supérieure aux 150 kilomètres autorisés par l’ONU. Le gouvernement irakien avait reconnu, le 13 février, que ce missile avait atteint 183 kilomètres lors d’un essai.

- Le ministre français des Affaires étrangères Dominique de Villepin, prononce à l’ONU, un vibrant plaidoyer contre la guerre et en faveur d’un renforcement des inspections. Il est ovationné par de nombreux représentants de pays ne faisant pas partie du Conseil de sécurité des Nations unies. Colin Powell répond : « Plus d’inspecteurs, désolé, ce n’est pas la solution ».

- Au Vatican, le pape reçoit le vice-premier ministre irakien Tarek Aziz (chrétien chaldéen).

- Le soir même dans le journal de 20 heures de France 2, le correspondant de la chaine à Bagdad Bertrand Coq annonce que Saddam Hussein a pris un décret qui interdit désormais à l'Irak de posséder, de produire ou d'importer des armes de destructions massives, décret qui ne sera pourtant pas confirmé par un vote du parlement irakien.

- Samedi 15 février 2003 : le cardinal français Roger Etchegaray, envoyé diplomatique du Vatican, est reçu par Saddam Hussein pendant une heure et demie.

- Manifestation mondiale contre la guerre d'Irak : Au moins 10 millions de personnes ont défilé dans plus de 600 villes du monde : à Rome 2,5 millions, à Londres 750 000 à 2 millions, à Barcelone 1 million, à Madrid 600 000 à 2 millions, à Paris 100 000 à 350 000, à New York 100 000 à 450 000, à Berlin 500 000, à Bruxelles 50 000.

- Dimanche 16 février 2003 : nouveaux raids aériens américains et britanniques dans le sud de l’Irak.

- Les 18 membres du « Comité des plans de défense de l’OTAN » parviennent à un compromis concernant les demandes américaines concernant la défense de la Turquie en cas d’attaque contre l’Irak.

- Lundi 17 février 2003 : les chefs d’État et de gouvernements, réunis en sommet extraordinaire de l’Union européenne, à Bruxelles, parviennent à un compromis : soutien au processus d’inspections en cours, mais menace de l’usage de la force « en dernier recours ». Le président Jacques Chirac estime que les pays de l’Europe de l’Est qui se sont alignés sur le gouvernement américain « avaient perdu une bonne occasion de se taire ».

- Le président Jacques Chirac, explique dans une interview de Time magazine, que si les inspections permettent le désarmement de l’Irak, « les Américains auront en fait gagné » et il se pose en « supporter de la solidarité transtlantique ».

- Premier survol officiel de l’Irak par un avion espion américain U-2.

- Jeudi 20 février 2003 : dans le Herald Tribune, Bruce Jackson, président du « Comité pour la libération de l’Irak », et un des responsables de « Project for a new American Century » dont le but est la promotion du leadership américain, reconnaît avoir participé activement à la rédaction de la lettre du « groupe de Vilnius » publiée le 5 février.

- Vendredi 21 février 2003 : le chef des inspecteurs de l’ONU, Hans Blix, exige que le gouvernement irakien commence à détruire les missiles Al-Samound 2, avant le 1er mars.

- Lundi 24 février 2003 : au Conseil de sécurité des Nations unies, une nouvelle résolution affirmant « la violation patente » de la résolution 1441 par l’Irak est déposée par les États-Unis, le Royaume-Uni et l’Espagne. De leur côté, la France, l’Allemagne, la Russie, soutenues par la Chine, émettent un mémorandum proposant un échéancier précis d’inspections renforcées.

- Saddam Hussein, lors d’une interview donnée à la chaîne américaine CBS, propose un débat télévisé avec le président George W. Bush et déclare : « Nous n’avons pas de missiles en dehors des spécifications des Nations unies » et « Nous mourons dans ce pays et nous préserverons notre honneur ».

- Mardi 25 février 2003 : les forces américano-britanniques engagent 5 nouveaux raids aériens sur l’Irak.

- Mercredi 26 février 2003 : le Parlement français débat sans vote au sujet de l’utilisation éventuelle du droit de veto au Conseil de sécurité de l’ONU.

- Au Parlement britannique, 199 députés des Communes (dont 121 travaillistes) votent un amendement contre la ligne défendue par Tony Blair.

- Le président George W. Bush, expose son projet de remodelage du Proche-Orient, lors d’un discours devant l'« American Enterprise Institute » à Washington.

- Une conférence, réunissant les principaux partis d’opposition au régime de Saddam Hussein, se déroule à Salahuddin au Kurdistan irakien.

- Jeudi 27 février 2003 : le gouvernement irakien accepte le principe de la destruction des missiles Al-Samoud 2.

- Rencontre, à Pékin, des ministres des Affaires étrangères chinois et russe. Tang Jiaxuan et Igor Ivanov. Le ministre russe affirme que la Russie pourrait utiliser son droit de veto au Conseil de sécurité des Nations unies.

### Mars 2003
- Samedi 1er mars 2003 : l'Irak commence la destruction de ses missiles Al-Samoud.

- Mardi 4 mars 2003 : le parlement turc rejette une motion appelant à un déploiement massif de soldats américains sur son territoire. Cette motion prévoyait le transit des soldats américains de la Turquie au nord de l’Irak.

- Mercredi 5 mars 2003 : le chef de l'armée turque apporte son soutien à un déploiement de troupes américaines dans le pays.

- Vendredi 7 mars 2003 : dans leur rapport au Conseil de sécurité, les deux chefs des inspecteurs du désarmement de l'Irak ont fait un bilan encourageant. Hans Blix a par ailleurs annoncé que le désarmement de l’Irak va durer des mois. Après la présentation du troisième rapport sur l'Irak des chefs des inspecteurs en désarmement, les 15 pays membres du Conseil de sécurité des Nations unies ont donné leur position sur la question irakienne. Washington, Londres et Madrid font circuler un projet de résolution amendé sur l'Irak, fixant au 17 mars la date limite pour que Bagdad désarme.

- Lundi 10 mars 2003 : le chef de la diplomatie russe, Igor Ivanov, affirme que Moscou mettra son veto au projet de résolution anglo-américain. Au cours d'une interview télévisée, Jacques Chirac confirme sa détermination à tout faire pour empêcher une guerre contre l'Irak, quitte à utiliser le droit de veto de la France.

- Mardi 11 mars 2003 : la Maison-Blanche a refusé de reporter d’un mois l’ultimatum qui oblige l’Irak à terminer de désarmer le 17 mars, auquel cas, il devra subir une guerre. La France et la Russie ont annoncé qu’ils appliqueront leur VETO sur toute résolution des Nations unies qui prend en compte la possibilité d’une guerre.

- Vendredi 14 mars 2003 : le prince Bandar (ambassadeur d’Arabie saoudite aux États-Unis) prend rendez-vous avec le président américain pour lui transmettre un message urgent du prince héritier Abdallah, croyant encore en une solution de dernière minute et se prononce toujours en faveur d’une opération clandestine afin de renverser Saddam Hussein. Le convoi de commandement de la 7e brigade de l’armée britannique traverse Koweït City.

- Dimanche 16 mars 2003 : publication d’un rapport confus de Walter Pincus (expert en armement nucléaire), qui marquait son interrogation sur le manque de preuve quant à l’existence d’armes de destruction massive.

La plupart des grandes unités de la coalition ont rejoint leurs positions soi-disant secrètes.
Washington, Londres et Madrid annoncent une ultime tentative de faire avaliser par l'ONU l'usage de la force contre l'Irak, lors d'un sommet aux Açores. Ils ont annoncé lors du meeting, qu’ils n’accepteraient pas une seconde résolution des Nations Unies. Les inspecteurs des Nations Unies ont évacué la zone démilitarisée le long de la frontière entre l’Irak et le Koweït en vue d’une possible guerre.
- Lundi 17 mars 2003 : face à la menace de veto de la France et de la Russie, les États-Unis renoncent à une seconde résolution au conseil de sécurité. Ils auraient donné le feu vert pour l’exécution des opérations militaires. George W. Bush donne 48h à Saddam Hussein et à ses fils pour quitter l’Irak. Il appelle les militaires irakiens à ne pas combattre.

Kofi Annan annonce le retrait d'Irak des inspecteurs en désarmement de l'ONU et des autres personnels des Nations unies, ainsi que la suspension du programme « pétrole contre nourriture ». Géré par l'ONU, celui-ci assure l'essentiel du ravitaillement de la population irakienne.
Le premier ministre canadien Jean Chrétien officialise son refus de participer à l'opération militaire en Irak devant la Chambre des communes du Canada, cette mission militaire n'étant pas approuvée par une résolution des Nations unies,,.
- Mardi 18 mars 2003 : José Maria Aznar annonce que l'Espagne ne participera pas à des missions d'attaque en cas d'intervention militaire en Irak. Le secrétaire d'État américain Colin Powell affirme qu'une coalition de 45 pays soutient les États-Unis contre l'Irak.

Les services de renseignements militaires russes ont capté une communication radio entre des soldats kurdes annonçant qu'un nombre important de soldats sera parachuté au-dessus du Kurdistan (nord-est de l’Irak), dans les 48h qui suivent. De nombreuses sources annoncent que le refus de la Turquie d’accepter des soldats américains sur son territoire créé une confusion dans les plans militaires américains pour envahir le nord de l’Irak.
- Mercredi 19 mars 2003 : vers 21h37, plusieurs unités des forces spéciales américaines, anglaises et australiennes passent la frontière irakienne, 24 heures avant que les forces conventionnelles ne la franchissent à leur tour.

Les soldats du C Company, 2nd Battalion, 124th Infantry Regiment, 53rd Brigade Combat Team (2/124 INF, 53rd BCT), de la garde Nationale de Floride, ont ouvert une brèche dans la frontière irakienne afin de permettre aux hommes du B Company, 1st Battalion, 5th Special Forces Group (US Army) d'entrer dans le pays à partir de la Jordanie :
« Company C Soldiers breached the berm on the Iraqi border, March 19, 2003, days before conventional ground troops entered Iraq, allowing the 5th Special Forces Group entry into the country, said Sgt. William Hunter. Hunter was in Company C at the time, and now serves as an assistant squad leader with Company D, 2-124. "We all just basically went and dug out a path through the berm, to allow all of the vehicles that were going to be a part of the initial invasion to slip over the berm and do it covertly, without a lot of noise », Hunter recalled. Source : http://www.floridaguard.army.mil/news/read.aspx?id=2254
Vidéo du passage de la frontière : http://shock.military.com/Shock/videos.do?displayContent=196495&page=2
La C Company, 1st Battalion, 5th SFG a également franchi la frontière à partir d'un autre pays bordant l'Irak.
L'état d'urgence est proclamé par le parlement au Kurdistan, où des dizaines de milliers de personnes fuient les villes pour se réfugier dans des villages.
- Jeudi 20 mars 2003 : le Pentagone ordonne le lancement de l’Opération Iraqi Freedom ; deux avions bombardier furtif F-117A Nighthawk quittent leur base en direction de Bagdad. Ils sont soutenus par des avions de chasse et un ravitailleur. À 5h30 heure locale, les deux F-117A Nighthawk larguent leur bombe GBU-27 sur le complexe présidentiel de Dora Farm, endroit où la Central Intelligence Agency avait réussi à localiser Saddam Hussein grâce à une de leurs sources, qui n’est autre qu’un des gardes du corps de Saddam Hussein. Selon ses informations, Saddam et ses deux fils étaient présents dans le bunker fortifié de Dora Farm. Juste après les tirs au but des avions furtifs, 36 missiles de croisières Tomahawks sont envoyés sur les bâtiments politiques et militaires de Bagdad. La question du sort de Saddam est présente dans toutes les têtes. Certaines sources affirment qu’il est mort, d’autre disent qu’il a été blessé et d’autre encore pensent qu’il s’en est sorti indemne.

En réponse aux bombardements américains, l’Irak a lancé des missiles en direction du Koweït et des bases militaires américaines. Aucun des missiles n’atteindra son objectif et aucun dommage n’a été signalé.
Saddam Hussein lance un appel à l’intention de la résistance, à partir de la télévision.
La nuit d’ouverture de l’opération Iraqi freedom a connu les premières victimes américaine à la suite du crash d’un Pave Low IV MH-53M des forces spéciales de l’USAF lors de son atterrissage. Les circonstances sont encore inconnues, mais ce n'est probablement pas dû à une action militaire irakienne.
Vers 20H00 locales, les forces terrestres américano-britanniques passent à l'attaque en franchissant la frontière à partir du Koweït.
Un apache AH-64 du 11th Aviation Regiment a été contraint d’effectuer un atterrissage d'urgence à l’intérieur de l’Irak ; les deux membres d’équipage ont été retrouvés sain et sauf.
Plusieurs puits de pétrole sont incendiés dans le sud de l'Irak.
Le parlement turc vote l'ouverture de l'espace aérien du pays à l'aviation américaine.
A 14h, 64 des 82 hommes de la 507th Maintenance Company quittent le camp Virginia en direction de l’objectif RAMS (à une distance de plus de 350 km). Après avoir franchi la frontière, la 507th Maintenance Company avance dans le désert irakien, en dehors des routes. À 21 h, les 62 hommes arrivent à leur point de campement ; la position d’attaque DAWSON.
- Samedi 22 mars 2003 : en tête du convoi du V Corps, le 11st Aviation Regiment (Air Attack) a été envoyé pour attaquer la division Medina de la Garde Républicaine irakienne. L'attaque a été inefficace à cause d'un manque de coordination entre les différentes branches armées.

- Lundi 24 mars 2003 : une violente tempête de sable empêche tout mouvement des troupes d'attaque américaines. Cela a cependant permis aux troupes d'être ravitaillées. De son côté, l'armée irakienne en a profité pour amasser ses forces.

### Avril 2003
- Mardi 15 avril 2003 : la Coalition of the Willing annonce la fin de la guerre d'Irak. George W. Bush officialise la fin de la guerre, par un discours sur le porte-avion USS Abraham Lincoln, au large de San Diego.

### Mai 2003
- Jeudi 1er mai 2003 : le président George W. Bush, depuis le porte-avions Abraham-Lincoln dans l’océan pacifique annonce la fin des « opérations de combats majeures » mais précise « la guerre contre le terrorisme n’est pas terminée ».
  - La présidence regrettera plus tard la mise en scène sur le porte-avions, laissant entendre la fin de l'opération liberté irakienne, mais qui ne fut ni le retour au pays ni la fin des morts de G.I.s

- À Falloujah, près de Bagdad, sept marines sont blessés par deux grenades.

- Samedi 3 mai 2003 : le secrétaire d’État américain Colin Powell, en visite à Damas, capitale de la Syrie, somme le président Bachar el-Assad de montrer par des actes qu’il a saisi « les nouvelles réalités » du Proche-Orient.

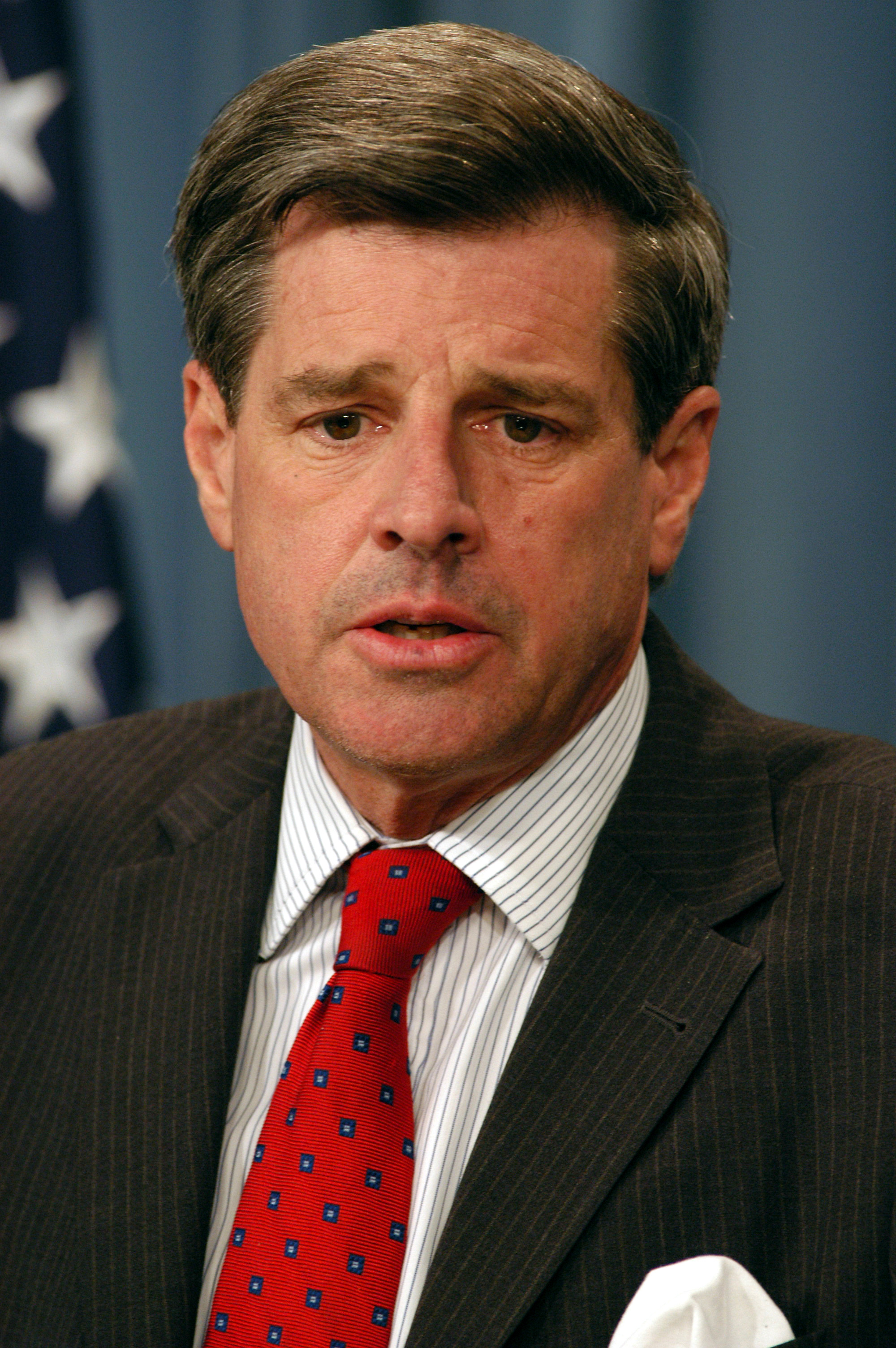
Paul Bremer.

- Mardi 6 mai 2003 : Paul Bremer, ancien expert du contre-terrorisme au département d’État américain, est nommé envoyé présidentiel pour l’Irak par le gouvernement américain. Il arrive le 12 mai à son poste.

- Jeudi 8 mai 2003 : le haut-conseiller du nouveau ministère de la Justice irakien l’américain Clint Williamson, annonce « l’émergence d’une cour spéciale dans le cadre du système irakien » pour juger 55 personnes du régime déchu.

- Vendredi 9 mai 2003 : devant le Conseil de sécurité des Nations unies, les gouvernements américains et britanniques, présentent un projet de résolution prévoyant la levée de toutes les sanctions frappant l’Irak depuis 1990, à l’exception de l’embargo sur les armes.

- Jeudi 15 mai 2003 : en pleine campagne générale anti-française des médias américains, l’ambassadeur de France Jean-David Levitte proteste dans une lettre au gouvernement américain contre une « campagne de désinformation qui vise à ternir l’image de la France ».

- Visite du secrétaire d’État américain Colin Powell à Berlin pour s’entretenir avec le chancelier Gerhard Schröder.

- L'envoyé présidentiel en Irak Paul Bremer annonce que sa priorité est de « débarrasser ce pays (...) des baassistes et des saddamistes ».

- Vendredi 16 mai 2003 : décret interdisant aux anciens cadres du parti Baas, l’accès à tous « postes de décisions ou de responsabilités ».

- Jeudi 22 mai 2003 : le Conseil de sécurité de l’ONU vote la résolution 1483, présentée par les gouvernements des États-Unis et du Royaume-Uni, qui lève les sanctions contre l’Irak, entérine la prise de contrôle du pays, l’exploitation de ses ressources pétrolières par la principale puissance occupante dénommée « autorité ») et associe l’ONU à l’organisation et à la mise en place d’un processus politique devant déboucher sur des élections et sur la formation d’un gouvernement; la résolution 1483 du Conseil de Sécurité de l’ONU autorise la constitution d’un gouvernement de transition en Irak, le Coalition Provisional Authority.

- Vendredi 23 mai 2003 : décret de l’administration provisoire de Paul Bremer, démantelant l’armée et les anciens services de sécurité irakiens.

- Le brésilien Sérgio Vieira de Mello est nommé représentant spécial de l’ONU.

- Dimanche 25 mai 2003 : le Journal du dimanche révèle que le chef de la garde républicaine irakienne et cousin de Saddam Hussein, Maher Soufiane al-Tikriti, aurait donné l’ordre à ses troupes de ne pas défendre Bagdad contre le versement d’une très forte somme d’argent par les américains.

- Mardi 27 mai 2003 : début du développement aux États-Unis d’une polémique sur la réalité de l’existence ou non, en Irak, d'« armes de destruction massive ».

- Jeudi 29 mai 2003 : visite à Bassora en Irak du premier ministre britannique Tony Blair.

### Juin 2003
- Samedi 14 juin 2003 : les troupes américaines lancent, au nord de Bagdad, l’opération Scorpion du désert dont le résultat est l’arrestation de près d’un millier de partisans du régime déchu en 2 semaines.

- Lundi 16 juin 2003 : arrestation de Hamid Mahmoud al-Tikriti, secrétaire particulier de Saddam Hussein.

- Mercredi 18 juin 2003 : dans la nuit du 18 au 19 juin, l’armée américaine détruit un convoi qui s’apprêtait à passer d’Irak en Syrie et dans lequel aurait pu se trouver des dignitaires de l’ancien régime de Saddam Hussein.

- Samedi 21 juin 2003 : un sabotage endommage l’oléoduc stratégique reliant les gisements pétroliers du nord du pays à ceux du sud et au port de Mina al-Bakr dans le Golfe Arabo-Persique.

- Mardi 24 juin 2003 : 6 soldats britanniques sont tués près de Bassorah en Irak.

- Dimanche 29 juin 2003 : les troupes américaines lancent, au nord de Bagdad (Irak), l’opération Crotale du désert dont l’objectif est « la capture des partisans de l’ancien régime de Saddam Hussein ».

### Juillet 2003
- Mercredi 2 juillet 2003 : George W. Bush annonce le maintien des forces armées américaines en sol irakien malgré l'annonce de la victoire.

- Vendredi 4 juillet 2003 : la chaîne de télévision Al Jazeera diffuse un message de Saddam Hussein, daté du 14 juin dans lequel il déclare : « Nous avons sacrifié le pouvoir, mais nous refusons de sacrifier nos principes, notre foi et notre honneur ». Cinq autres messages seront diffusés jusqu’à la fin août.

- Lundi 7 juillet 2003 : en Angleterre, le rapport de la Chambre des communes, sur les éventuelles manipulations des données fournies par les services de renseignements, conclut que le gouvernement Blair n’a pas menti à la Chambre mais qu’il l’a « involontairement induite en erreur ».

- Le porte-parole de la Maison-Blanche, Michael Anton, reconnaît que : « George W. Bush n’aurait pas du affirmer, dans son discours sur l’état de l’Union de janvier dernier, que l’Irak avait tenté de se procurer en Afrique de l’uranium pour son programme nucléaire militaire ».

- Décès à Beyrouth du patriarche de l’Église chaldéenne irakienne, Raphaël Ier Bidawid à l’âge de 81 ans. Il lutta contre l’embargo meurtrier imposé par les Nations unies à l’Irak depuis août 1990, et considérait Saddam Hussein comme « l’homme politique le plus juste que nous ayons jamais eu ».

- Vendredi 11 juillet 2003 : le président George W. Bush, en visite en Ouganda, ne nie plus que de fausses informations aient pu être utilisées pour « mieux vendre » la guerre d'Irak, mais en rejette la responsabilité sur le directeur de la CIA, George Tenet, à qui il renouvelle sa confiance.

- Dimanche 13 juillet 2003 : le nouveau Conseil de gouvernement intérimaire de 25 membres se réunit pour la première fois à Bagdad. Ses décisions seront suspendues au droit de veto de l’administrateur américain Paul Bremer.
  - Un tribunal chargé de juger les « crimes de guerre » du régime déchu est créé, dès le 15.

- Mercredi 16 juillet 2003 : les États-Unis viennent de connaître leur 147e perte en Irak, soit le même nombre de pertes que lors de la guerre du Golfe.

- Jeudi 17 juillet 2003 : en Angleterre, David Kelly, un ancien inspecteur de l’ONU, est retrouvé mort près de son domicile, à Harrowdon Hill (Oxfordshire). Selon la police il s’agirait d’un suicide. 
  - C’était un spécialiste des armes bactériologiques du ministère britannique de la Défense, et il était le principal informateur de Andrew Gilligan journaliste de la BBC, au sujet de son enquête, sur la falsification d’un rapport de septembre 2002, concernant les armes de destruction massive irakiennes par le gouvernement Blair.
  - Une enquête est confiée à Lord Hutton.

- Mardi 22 juillet 2003 : les deux fils de Saddam Hussein, Oudaï et Qoussaï, ainsi qu’un de ses petits-fils (âgé de 14 ans), sont tués à Mossoul, lors d’un raid de la 101e division aéroportée américaine contre la maison où ils s’étaient réfugiés. Cette opération a pu se dérouler grâce aux informations obtenues par le programme de récompense, qui permettra au dénonciateur de toucher un pactole de 30 millions de dollars. Depuis Hong-Kong, le premier ministre britannique Tony Blair s’exclame : « C’est un grand jour... ».

### Décembre 2003
- 14 décembre 2003 : capture de Saddam Hussein

## Année 2004

### Juin 2004
- 7 juin 2004 : la résolution 1546 des Nations unies est adoptée, reconnaissant la légitimité du gouvernement provisoire irakien.

- 28 juin 2004 : Iyad Allaoui, le premier ministre irakien, a pris ses fonctions au cours d'une cérémonie. L'administrateur américain, Paul Bremer, a quitté l'Irak. L'OTAN A promis à l'Irak qu'elle aiderait pour l'entrainement des forces de sécurité irakienne.

### Novembre 2004
La bataille de Falloujah est relancée. Contrairement à l’attaque du printemps, les Américains en ont fait une grande publicité, ce qui a permis aux civils de quitter la ville avant le début des bombardements.
Cette bataille permet de retrouver, quelquefois vivants, d’autres fois morts, quelques-uns des otages enlevés au cours des mois précédents.

## Année 2005

### Janvier 2005
- Mercredi 5 janvier 2005 : enlèvement au matin de Florence Aubenas et de son chauffeur, Hussein Hanoun Al Saadi.

- Samedi 8 janvier 2005 : neuf soldats américains ont perdu la vie lorsque leur hélicoptère Blackhawk a été abattu près de Fallouja, à l’ouest de Bagdad.

- Dimanche 9 janvier 2005 : plusieurs écrivains mondialement connus, dont trois prix Nobel de littérature, ont appelé « ceux qui en ont le pouvoir » à rendre sa liberté à la journaliste du quotidien Libération, Florence Aubenas, dont on est sans nouvelles en Irak. Les prix Nobel de littérature Elfriede Jelinek (Autriche), Naguib Mahfouhz (Égypte) et Wole Soyinka (Nigeria) ont signé cet appel.

- Mercredi 12 janvier 2005 : Un représentant du Grand ayatollah chiite Ali Sistani, cheikh Mahmoud al-Madahaïni, ainsi que son fils et quatre gardes du corps sont assassinés au sud de Bagdad. La Maison-Blanche déclare que l’Iraq Survey Group (ISG) a terminé de rechercher des armes de destruction massive (ADM) en Irak.

- Vendredi 14 janvier 2005 : près de 30 000 partisans de l’Ayatollah Ali Al-Sistani marchent dans les rues de Bassorah pour soutenir la proposition de ce dernier de faire des élections directes. Les 10 soldats qui composent le jury du tribunal militaire chargé de juger le caporal américain Charles Garner, un des responsables des tortures faites à des prisonniers irakiens dans la prison d’Abu Ghraib, l’ont reconnu coupable.

- Samedi 15 janvier 2005 : Le caporal américain Charles Garner, considéré comme le principal responsable des sévices infligés à des détenus irakiens dans la prison d’Abu Ghraib, a été condamné à dix ans de prison par un tribunal militaire de Fort Hood. Celui qui avait pourtant exprimé des regrets devant la cour, affirmant qu’il s’était mal comporté, a déclaré à la presse, après avoir pris connaissance de sa condamnation, qu’il ne regrettait rien. Garner, 36 ans, qui était caporal de la police militaire au moment de l’éclatement du scandale, avait été reconnu coupable vendredi par les 10 soldats composant le jury du tribunal militaire, tous d’anciens combattants en Irak et en Afghanistan. Il encourait une peine maximale de 15 ans de prison.

- Dimanche 16 janvier 2005 : Le président irakien Ghazi al-Yaoura a affirmé que la journaliste de Libération, Florence Aubenas, et son interprète irakien ont été enlevés par un groupe en quête de rançon plutôt que par un mouvement ayant des revendications politiques. Les autorités françaises se refusent toujours à parler d’enlèvement.

- Lundi 17 janvier 2005 : Le gouvernement français n’a toujours « pas d’information confirmée » sur le sort de la journaliste Florence Aubenas et de son interprète Hussein Hanoun al-Saadi, disparus depuis le 5 janvier en Irak, a déclaré le ministre des affaires étrangères Michel Barnier.

- Mardi 18 janvier 2005 : les autorités irakiennes ont annoncé leur volonté de fermer les frontières irakiennes du 29 au 31 janvier 2005 dans un souci d’éviter des actes terroristes le jour de l’élection.

- Lundi 31 janvier 2005 : officialisation de l’élection d’un premier gouvernement de transition irakien qui prendra le pouvoir le 20 mars 2006.

### Février 2005
- Dimanche 6 février 2005 : le vice-président américain Dick Cheney a écarté l’idée que le nouveau gouvernement irakien soit guidé par les préceptes de l’Islam, tout en ajoutant que ce pays avait le droit de forger sa propre démocratie sans devenir « une version irakienne de l’Amérique ». Le conseil des oulémas, la principale association religieuse sunnite d’Irak, a conditionné sa participation à un calendrier de retrait des forces étrangères du pays. L’émissaire du secrétaire général de l’ONU en Irak, Ashraf Qazi, a demandé au conseil qu’il participe au processus politique et à la rédaction de la constitution. Le conseil avait contesté le 31 janvier la légitimité des élections générales. Il avait ensuite affirmé qu’il respecterait le choix des irakiens qui ont voté, tout en contestant la légitimité du prochain gouvernement. Quatre Égyptiens travaillant pour une compagnie de téléphonie mobile ont été enlevés à Bagdad, a annoncé le ministère de l’intérieur. En parallèle, un message menaçant concernant Giuliana Sgrena, la journaliste italienne enlevée vendredi 4 février, est apparu sur internet. Un premier message avait été publié quelques heures après l’enlèvement de la journaliste et donnait 72h à l’armée italienne pour quitter l’Irak. Le second, signé « organisation du Djihad », menace de tuer Giuliana en l’absence de l’annonce du retrait italien. Le conseil des oulémas, principale organisation sunnite en Irak, a exhorté les ravisseurs à libérer leur otage italienne.

### Mars 2005
- Mardi 1er mars 2005 : Florence Aubenas, la journaliste française enlevée le 5 janvier 2005 appelle à l’aide dans l’enregistrement d’une cassette vidéo.

### Avril 2005
- Mercredi 6 avril 2005 : élection par l’Assemblée nationale du chef de l’Union patriotique du Kurdistan, Jalal Talabani, comme président de la République. Pour la première fois de son histoire, l’Irak s’est choisi un président kurde.

### Mai 2005
- Dimanche 1er mai 2005 : 25 morts dans un attentat suicide à Tait Afar, à l'ouest de Mossoul, visant les funérailles d'un responsable du Parti démocratique du Kurdistan (PDK).

### Juin 2005
- Vendredi 3 juin 2005 : Une première rencontre entre les chefs de certains mouvements rebelles irakiens et des représentants américains, près de Balad, au nord de Bagdad a eu lieu selon le Sunday Times. Elles ont réuni quatre représentants américains et les chefs d'un certain nombre de mouvements rebelles irakiens. Parmi ceux-ci, des représentants d'Ansar Al-Sunna, un groupe lié à Al-Qaïda, auteur de plusieurs attaques en Irak.

### Juillet 2005
- Vendredi 1er juillet 2005 : un imam chiite a été abattu à Bagdad.

### Août 2005
- Lundi 1er août 2005 : 12 cadavres, dont certains décapités, ont été découverts au sud de Bagdad.

### Septembre 2005
- Vendredi 2 septembre 2005 : deux soldats américains sont morts à Bagdad et un autre soldat a été tué près d’Iskandariya.
- Basra prison incident : deux soldats du 22e SAS britannique sont capturés lors d'une mission d'infiltration. Ils sont libérés quelques jours plus tard par un assaut des forces britanniques

### Octobre 2005
- Samedi 1er octobre 2005 : un millier de soldats américains, soutenus par des hélicoptères et chars, ont lancé une offensive contre les insurgés de groupe « Al-Qaïda en Irak » près de la frontière syrienne. C’est la quatrième opération depuis mai dans cette région. Huit insurgés ont été tués, a annoncé l’armée américaine qui ne relève aucune victime de son côté. L’offensive est également destinée a empêché l’infiltration de combattants étrangers depuis la Syrie et améliorer la sécurité dans la région avant le référendum national sur le projet de constitution irakienne. Quelque 500 détenus de la prison d’Abu Ghraib ont été libérés, complètent ainsi un plan visant à libérer plus de 1000 prisonniers durant la semaine, avant le Ramadan.

- Samedi 15 octobre 2005 : référendum sur la constitution de l'Irak.

### Novembre 2005
- Mardi 1er novembre 2005 : Mardi matin à Kirkouk, un enfant de 10 ou 13 ans s'est fait sauter avec une ceinture d'explosifs devant le véhicule du général Irakien Khattab Abdallah alors que son véhicule arrivait devant un poste de police.

### Décembre 2005
- Vendredi 2 décembre 2005 : Dix marines américains tués par une bombe artisanale près de Falloudja. Un sondage publié par le Time Magazine sur les intentions de vote des Américains à la prochaine présidentielle montre que la grande majorité des Américains veulent un président qui conduira une politique complètement différente de celle de G.W Bush aux prochaines élections. Le lieutenant Général Martin Dempsey a fait un nouveau briefing.

- Jeudi 15 décembre 2005 : élections législatives irakiennes.

## Année 2006

### Décembre 2006
- Samedi 30 décembre 2006 : Saddam Hussein est exécuté par pendaison après avoir été condamné par un tribunal irakien pour crimes contre l’humanité.

## Année 2007

### Janvier 2007
- Mercredi 10 janvier 2007 : George W. Bush propose l’envoi de 21 500 soldats supplémentaires en Irak et un investissement de 1,2 milliard de dollars dans le cadre de programmes de reconstruction. Le projet de loi a cependant été bloqué par le Congrès.

### Mars 2007
- Vendredi 30 mars 2007 : le Sénat américain vote une mesure prévoyant le retrait complet des troupes de combat en sol irakien pour le 31 mars 2008.

### Septembre 2007
- Vendredi 14 septembre 2007 : George W. Bush, sur base des propositions du Général Petraeus, annonce un retrait des troupes américaines. Le contingent américain sera diminué de 21500 troupes d’ici l’été 2008.

## Année 2009
- 18 janvier 2009 : attentat-suicide à Kaiyara, au sud de Mossoul, qui tue Hassan Zaidan al Lihebi, le no 2 du Front du dialogue national, un parti sunnite.
- 9 février 2009 : attentat-suicide près de Mossoul, qui tue 4 soldats américains (selon la Force multinationale) 15. C'est l'attaque la plus meurtrière pour les forces américaines depuis le début de l'année 2009.
- Mai 2009 : Le ministère de la Santé irakien annonce que 134 Irakiens ont été tués en mai 2009, soit le chiffre le plus bas jusqu'ici depuis l'invasion de 2003 et le porte-parole de l'armée américaine en Irak annonce que 13 attaques importantes ont eu lieu [Quand ?].
- 21 juin 2009 : attentat-suicide à Taza, région turcomane, près de Kirkouk. 72 morts et plus de 200 blessés. Attentat le plus meurtrier en Irak depuis 18 mois.
- 10 août 2009 : triple attentat à Mossoul et Bagdad. Deux camions piégés ont explosé dans le village de Khaznan faisant 25 tués et 70 blessés. Deux voitures piégées ont quant à elles explosé à Bagdad à deux endroits différents faisant 16 tués et 81 blessés. Le bilan total est moins importants que les attentats précédents mais déjà très lourd : 41 tués et 151 blessés.
- 19 août 2009 : Sextuple attentat à Bagdad, qui fait 95 morts et plus de 550 blessés : c'est l'attentat le plus grave à Bagdad depuis le 1er février 2008, deux des bombes étant posées devant les ministères irakiens des finances et des affaires étrangères, au cœur de la zone verte. Les autorités irakiennes ont d'abord accusé des hauts responsables du Parti Baas en exil en Syrie, mais Al Qaida en Irak (l'État islamique d'Irak) a revendiqué le 25 août les attentats. Le premier ministre Nouri al-Maliki a limogé à la suite de ces attaques près de 12 000 fonctionnaires de l’Intérieur et de la Défense soupçonnés d’accointances avec les réseaux baasistes.
- 24 août 2009 : deux minibus explosent près de Kout, dans le Sud de l'Irak (région majoritairement chiite), et font au moins 11 morts.
- 25 octobre 2009 : un double attentat fait 155 morts et 500 blessés à Bagdad, le plus meurtrier en Irak depuis deux ans.

## Année 2010

### Janvier 2010
- 1er janvier 2010 : nouveau tournant dans la guerre d'Irak, la Multi-National Force Iraq (MNF-I) change de dénomination et devient l'US Force-Iraq. En effet, depuis juillet 2009, seuls les américains sont restés en Irak. L'abandon de la qualification de "Multi-National Force" supprime l'un des derniers symboles de la "coalition de volontaires" que l'administration Bush a constitué pour l'invasion de l'Irak en 2003 et pour stabiliser le pays. Les modifications ont également eu un impact sur la restructuration de la chaine de commandement avant une réduction des effectifs militaires. En août 2010, le niveau actuel de 110 000 soldats américains en Irak sera réduit à 50 000 qui auront une mission plus poussée de formation des troupes de sécurité irakiennes. En vertu des accords entre l'Irak et les États-Unis, les forces militaires américaines devront avoir quitté le pays au plus tard à la fin 2011.

### Mars 2010
- 7 mars 2010 : élections législatives protégées par plusieurs centaines de milliers de militaires et de policiers. Des groupes se revendiquant d'Al-Qaïda en Irak ont menacé de mort quiconque irait voter. Dès l'ouverture du scrutin, trois explosions font au moins 38 morts et plus de 100 blessés à Bagdad et dans d'autres villes du pays. Le taux de participation s'élève à 62%, ce qui marque l'échec de l'intimidation[6].

### Août 2010
- Mardi 24 août 2010 : l'armée américaine a annoncé la réduction de ses troupes en Irak à moins de 50 000 soldats avant la date d'échéance du 31 août fixée par le Président Barack Obama, alors que ce dernier cherche à tenir sa promesse de mettre un terme à la guerre en Irak. Le retrait de plus de 90 000 soldats, 40 000 véhicules et de près d'1,5 million d'objets (allant de la radio au générateur) a progressé régulièrement au cours des 5 derniers mois, malgré la poursuite de la violence en Irak et une impasse politique 5 mois après une élection incertaine. Le Commandant militaire en Irak, le Général Ray Odierno a annoncé que le nombre de soldats actuellement en Irak était de 49 700 hommes et que ce niveau allait être maintenu jusqu'au retrait total de l'Irak à la fin de 2011.

- Mardi 31 août 2010 : Barack Obama a annoncé la fin des opérations de combat en Irak. Il a déclaré que l'Operation Iraqi Freedom était terminée et que le peuple irakien aurait la responsabilité d'assurer la sécurité de l'Irak. Des centaines de bases ont été rendues ou transférées aux irakiens. Bien que l'Irak continue de subir des attaques terroristes, le pic d'insécurité est revenu à son plus bas niveau depuis le début de la guerre. Une force américaine de transition restera en Irak jusqu'à la fin 2011, non plus pour des missions de combat, mais essentiellement pour conseiller et aider l'Irak, apporter du soutien aux troupes de sécurité irakiennes...

### Septembre 2010
- Dimanche 5 septembre 2010 : à Bagdad, des kamikazes ont tenté de prendre d'assaut un complexe militaire avec un minibus rempli d'explosifs. Douze personnes ont été tuées. Cette attaque, la plus meurtrière depuis la fin de la mission de combat américaine en Irak, illustre la difficulté que rencontrent les forces de sécurité irakiennes à maintenir seules la sécurité de leur pays[7].

- Lundi 13 septembre 2010 : environ 30 000 personnes sont détenues sans procès dans les prisons irakiennes, où des aveux leur sont parfois extorqués sous la torture, dénonce Amnesty International, qui met aussi en exergue la responsabilité des forces américaines dans cette situation. « Les forces de sécurité irakiennes sont responsables de violations systématiques des droits des détenus, et ce […] en toute impunité », a déploré Malcolm Smart, directeur pour le Moyen-Orient de l’organisation de défense des droits de l’homme. Dans ce rapport intitulé Nouvel ordre, mêmes sévices : détentions illégales et tortures en Irak, Amnesty détaille des centaines de cas de détentions arbitraires, parfois depuis plusieurs années, de tortures et de disparitions de détenus. Viols, menaces de viol, coups infligés avec des câbles ou des tuyaux, suspension prolongée par les membres, décharges électriques, arrachages des ongles de pied avec des pinces, mutilations à la perceuse font partie des formes de torture employées dans les prisons irakiennes, selon Amnesty. Ces pratiques, visent souvent à l’obtention d’aveux, qui demeurent la preuve privilégiée par la justice irakienne, note l’organisation. Amnesty fustige également la responsabilité des forces américaines qui, dans l’optique de leur retrait total fin 2011, ont transféré des milliers de détenus aux irakiens « sans garantie de leur part concernant la torture et les mauvais traitements ». L’ancien premier ministre britannique Tony Blair est à Philadelphie pour recevoir la Liberty Medal pour son engagement en faveur des droits de l’homme. Une récompense qui survient alors que ses mémoires suscitent la polémique pour son rôle dans le déclenchement de la guerre en Irak[8]

- Dimanche 19 septembre 2010 : deux attentats à la voiture piégée ont fait au moins 12 morts et plus de 60 blessés dans la capitale irakienne, Bagdad. L'un des deux attentats, contre un bâtiment du ministère de la Sécurité nationale, a fait au moins six morts et 15 blessés. Une seconde voiture piégée a explosé près de bureaux de l'opérateur de téléphonie mobile Asiacell, faisant six autres morts et 51 blessés[9].

### Octobre 2010
- Lundi 25 octobre 2010 : l’Irak, un des pays les plus minés au monde, a demandé l’aide de la communauté internationale pour neutraliser quelque 20 millions de mines se trouvant sur son territoire. « Retirer les mines est difficile, car nous ne possédons pas de cartes des zones contaminées », a déclaré le Premier Ministre Nouri al-Maliki. « C’est pourquoi nous requérons l’aide des pays donateurs et l’expérience de la communauté internationale » a-t-il poursuivi, devant des représentants de l’ONU, des États-Unis et de l’Union Européenne, du Japon et d’autres pays ayant financé la reconstruction de l’Irak après l’invasion conduite par les États-Unis en 2003. Près de 1,6 million d’irakiens vivent dans des zones rendues dangereuses par les mines, qui s’étendent sur 1 730 km2, dont 90 % de terres agricoles. Un militant contre la guerre en Irak a lancé ses chaussures contre l’ancien premier ministre australien John Howard, reproduisant ainsi un geste de protestation resté célèbre contre l’ancien président américain George W. Bush. « Ça, c’est pour les morts en Irak », a-t-il hurlé avant d’être rapidement expulsé. « Vous avez du sang sur les mains », a crié de son côté une spectatrice en quittant le studio de la télévision nationale ABC. Le conseil de coopération du Golfe (CCG) a appelé Washington à enquêter sur d’éventuels « crimes contre l’humanité » commis en Irak à la suite de la publication par WikiLeaks de documents secrets américains. « Les États-Unis sont appelés à ouvrir une enquête sérieuse et en toute transparence sur les informations contenues dans ces documents publiés sur des crimes contre l’humanité », a souligné le secrétaire général du groupement régional. Le CCG regroupe l’Arabie saoudite, Bahreïn, les Émirats arabes unis, Oman, Qatar et Koweït. Selon les 40 000 documents postés par le site, au moins 109 000 personnes, dont 66 000 civils sont morts en Irak du fait d’actes de l’armée américaine et 15 000 cas n’avaient jamais été révélés[10].

- Mardi 26 octobre 2010 : la crise politique se décante lentement mais surement à Bagdad, où un nouveau gouvernement est attendu depuis près de huit mois. Ni les incitations officielles ni les manœuvres en coulisse, notamment américaines et iraniennes, ne sont venues à bout de l'imbroglio né des législatives de mars dernier et qui veut qu'aucun des deux groupes politiques arrivés en tête ne peut gouverner seul. Ces dernières semaines, l'Irak a enregistré un concert d'appels à la formation rapide d'un gouvernement, lequel devrait mener à une plus grande stabilité politique et à la pacification des rivalités confessionnelles et ethniques. Preuve supplémentaire de l'impatience qui préside désormais au processus de formation gouvernemental, la cour suprême irakienne a ordonné, dimanche, que les principaux responsables de l'état soient désignés au plus vite. La plus haute juridiction du pays a sommé le parlement de procéder à l'élection de son président et de ses deux adjoints, condition sine qua non de la nomination du premier ministre et du chef de l'état. « La cour suprême enjoint au parlement de tenir des réunions régulières et d'accomplir son travail normal. Il doit commencer par choisir son président et ses deux adjoints, puis procéder aux autres nominations », a déclaré son porte-parole. « Tout retard est inconstitutionnel », a-t-il ajouté. Et du retard, il y en a... Selon la Constitution, le parlement doit élire son président et ses vice-présidents lors de sa première session, laquelle doit avoir lieu au plus tard un mois après la proclamation des résultats. Or, lors de cette session le 14 juin, les députés ont décidé d'outrepasser ce délai en se déclarant « en session ouverte » de manière indéfinie, la distribution des trois principaux postes de l'État devant être le fruit d'un marchandage entre les trois grands groupes confessionnels et ethniques. Et le 27 juillet, le Parlement avait repoussé sine die la tenue d'une nouvelle session en raison des blocages politiques. Le 16 aout, douze organisations de la société civile ont saisi la cour suprême par le biais d'une plainte dénonçant la décision des députés d'ignorer le délai constitutionnel. Après la décision de la cour rendue samedi, le député kurde Fouad Marsoum, qui officie en tant que doyen d'âge comme président du parlement, s'est voulu rassurant : « Il s'agit d'une décision juste et j'appelle tous les députés à la suivre ». Curieusement, la décision de la cour suprême intervient dans la foulée de la publication de documents sur la guerre en Irak par le site d'information Wikileaks. Des révélations que les partisans du premier ministre sortant Nouri al-Maliki considèrent comme des attaques visant à déstabiliser leur champion, puisque les documents associent le nom de ce dernier aux fameux 'escadrons de la mort' qui semaient la terreur au début du conflit. Wikileaks fait aussi état de centaines de cas de violence, de tortures et même de meurtres commis par des policiers et des militaires irakiens à l'égard de prisonniers. Or, le Premier ministre est le commandant en chef des forces armées. Parallèlement, l'Iran poursuit son travail d'influence.Dimanche, les présidents Talabani et Ahmadinejad se sont entretenus par téléphone. « J'espère qu'avec la formation du nouveau gouvernement, les relations bilatérales, en particulier dans les domaines politique et économique, vont se renforcer », a déclaré M. Ahmadinejad. M. Talabani aurait d'ailleurs prévu de se rendre à Téhéran après la formation du gouvernement. Tout prochainement[11] ?
- Jeudi 28 octobre 2010 : le vice-ministre des Peshmergas (forces de sécurité du Gouvernement régional du Kurdistan) réclame l'évacuation de deux régiments des forces armées irakiennes des villes de Jalula et As-Sadiya dans le district contesté de Khanaqin, dans la province de Diyala. Il accuse les militaires irakiens, qui ont remplacé les peshmergas dans ces deux villes en 2008, de harceler les habitants kurdes[12].

### Novembre 2010
- Lundi 29 novembre 2010 : la justice irakienne a condamné Tarek Aziz à dix ans de prison pour le massacre de Kurdes chiites pendant la guerre Iran-Irak, dans les années 1980, sous le règne de Saddam Hussein. Emprisonné depuis sa reddition fin avril 2003, un mois après l'invasion américaine de l'Irak, Tarek Aziz, 74 ans, cumule désormais cinq peines de prison. Il a échappé à la peine de mort pour une implication moindre que certains des autres organisateurs des exactions, mais a été condamné à la peine capitale lors d'un autre procès. L'ancien chef de la diplomatie irakienne a été jugé cette fois pour quatre chefs d'accusations, a indiqué le porte-parole de la Haute cour irakienne, Mohammed Abdul-Sahib. Son avocat, Giovanni di Stefano, a indiqué qu'il s'agissait des dernières poursuites judiciaires contre son client, qui a demandé la grâce présidentielle à Jalal Talabani pour éviter l'exécution. Tarek Aziz, habillé en costume bleu et s'appuyant lourdement sur une canne, a déclaré qu'il mourrait en prison. Au moins trois anciens proches de Saddam Hussein ont été condamnés à mort au cours de ce procès, où 15 personnes au total étaient poursuivies pour avoir participé aux massacres contre une minorité de kurdes chiites, les « Faili ». Deux personnes, dont Tarek Aziz, ont été condamnées à 10 ans de prison. Par contre, deux demi-frères de l'ancien dictateur, Sabawi Ibrhim al-Hassan et Watban Ibrhim, ont été acquittés, ainsi que huit autres personnes[13].

Le ministre de l'intérieur irakien Jawad Bolani a annoncé que les forces de sécurité avaient déjoué un attentat contre l'ambassade de France à Bagdad. L'attentat était organisé par le même groupe ayant fait 68 morts lors de l'attaque d'une église chrétienne le mois dernier. Jawad Bolani a appris le complot à des diplomates de sept ambassades étrangères en Irak, la France, la Grande-Bretagne, l'Allemagne, l'Italie, l'Espagne et les États-Unis. Les forces de sécurité ont saisi un minibus rempli d'explosifs caché dans un quartier à majorité sunnite de l'ouest de Bagdad. Quatorze personnes ont été arrêtées dans le cadre de l'attaque de l'église Notre-Dame du Salut.

### Décembre 2010
- Samedi 4 décembre 2010 : huit pèlerins iraniens avaient été tués dans l'explosion de plusieurs bombes près d'un lieu saint chiite dans le nord de Bagdad. La sécurité autour de Kerbala a été renforcée à l'occasion de la manifestation religieuse.

- Mercredi 8 décembre 2010 : deux attentats en Irak ont fait au moins un mort et 24 blessés, parmi lesquels 7 pèlerins iraniens qui se rendaient dans la ville sainte de Kerbala à l'occasion d'une importante manifestation religieuse chiite. Des centaines de milliers de chiites sont attendus dans la ville de Kerbala et dans d'autres lieux saints en Irak pour l'Achoura, évènement au cours duquel est commémorée la mort de l'Imam Hussein, petit-fils du Prophète, dans une bataille au septième siècle.

## Année 2011

### Février 2011
- Jeudi 10 février 2011 : neuf pèlerins chiites ont été tués et 39 autres blessés par une bombe placée sur une route au nord de Baghdad, selon un bilan fourni par le porte-parole du gouvernement Salahedinne.

- Samedi 12 février 2011 : l’attentat-suicide perpétré dans l’après-midi parmi des pèlerins chiites près de la mosquée Al-Askari à Samarra a fait 36 morts, selon un nouveau bilan communiqué par la police et les secouristes. Soixante-quatre personnes ont par ailleurs été blessées lors de l’attentat. Le kamikaze s’est fait exploser dans un bus de pèlerins chiites. Le kamikaze s’est précipité à bord du bus arrêté à un poste de contrôle à quelques kilomètres de Samarra et a fait détoner sa veste d’explosifs à l’intérieur du véhicule. « Les victimes sont toutes irakiennes. Il s’agit de passagers du bus et de passants », a affirmé le conducteur d’une ambulance. Les pèlerins revenaient d’une cérémonie de deuil d’un imam chiite à Samarra. En 2006, un attentat avait détruit le dôme doré de cette mosquée, déclenchant de longs mois de violence et d’affrontements entre sunnites et chiites.

- Jeudi 17 février 2011 : l’Irak ne semble pas épargné par le vent de contestation arabe. Les forces de sécurité kurdes ont ouvert le feu sur une foule de protestataires qui réclamaient des réformes politiques dans le nord de l’Irak, tuant au moins deux personnes, selon des sources hospitalières. La manifestation près du siège du parti de Massoud Barzani, le président de la région autonome du Kurdistan irakien, était la plus violente d’une vague de rassemblements qui ont également eu lieu dans des villes du sud, Nassir et Bassorah. La veille, dans la ville de Kout, trois manifestants sont morts ainsi qu’un soldat irakien.

- Vendredi 18 février 2011 : les révélations d’un transfuge irakien et la publication des mémoires de Donald Rumsfeld ont relancé la controverse sur les circonstances dans lesquelles les États-Unis ont déclenché la seconde guerre d’Irak. Elles ont notamment poussé l’ancien secrétaire d’État Colin Powell à sortir de sa réserve et à demander par voie de presse que la CIA et le Pentagone lui expliquent pourquoi ils lui avaient transmis à l’époque des informations erronées. Une démarche, cela va sans dire, des plus inhabituelles. On sait que les armes de destruction massive, que l’administration Bush accusait le régime de Saddam Hussein de posséder et qui furent le prétexte à l’invasion américaine de l’Irak en 2003, ne furent jamais retrouvées. On ignore toujours en revanche, si la Maison-Blanche avait alors agi de bonne foi, en se fondant sur des rapports inexacts, ou si elle avait délibérément trompé l’opinion américaine et internationale pour mener une guerre qui avait d’autres objectifs : ceux des néoconservateurs qui rêvaient de remodeler le Moyen-Orient, ceux des milieux d’affaires qui se voyaient prendre le contrôle des puits de pétrole irakiens… or voici qu’une vieille connaissance des services secrets américains, Rafid Ahmed Alwan al-Janabi, alias « Curveball », a choisi de passer à table. Dans les colonnes du quotidien britannique The Guardian, il explique tranquillement qu’il a inventé cette histoire d’armes secrètes pour inciter les États-Unis à renverser Saddam Hussein. « Croyez-moi, il n’y avait pas d’autres moyens pour instaurer la liberté en Iraq », se justifie-t-il, en ajoutant que ses fils et lui sont « fiers » désormais d’avoir ainsi offert la démocratie à l’Irak. Ces révélations ont eu le don d’enflammer Colin Powell, à qui l’entourage du président fit jouer le plus mauvais rôle, le 5 février 2003, devant le Conseil de sécurité de l’ONU et les caméras du monde entier. Lui, l’ancien chef d’état-major respecté et admiré, qui était la figure présentable d’une Administration américaine largement décriée, avait du, graphiques et photos à l’appui, démontrer l’existence des armes de destruction massive et préparer toute la planète à l’imminence d’une agression qui allait dont être menée dans le seul intérêt de celle-ci, pour garantir sa sécurité présente et à venir. Colin Powell, à qui l’on a volontiers prêté une étoffe présidentielle, tient à proclamer maintenant qu’il n’a pas sciemment menti, mais a été odieusement manipulé. « On savait depuis des années que la source appelée Curveball n’était absolument pas fiable », a-t-il confié au Guardian. Une remise en perspective qui embarrasse son ex-collègue à la Défense, Donald Rumsfeld, obligé de s’en sortir par une pirouette. « L’idée que Colin Powell mentait ou qu’il était manipulé est absurde », a-t-il déclaré sur la chaîne ABC à l’occasion de la parution de ses mémoires Known and Unknown mardi. « Il y croyait. Notre armée y croyait ». Donald Rumsfeld admet que des erreurs ont pu être commises dans la conduite de la guerre. Il reconnait aussi que les renseignements et la disposition des autorités américaines étaient « sans aucun doute mauvais ». Toutefois, il se défend de toute malhonnêteté et incrimine plutôt les pays voisins de l’Irak qui, selon lui, ont largement induit l’Amérique en erreur.

- Vendredi 25 février 2011 : sept manifestants ont été tués lors de heurts avec la police, où des milliers de protestataires se sont rassemblés, surtout à Bagdad, pour une « journée de la colère » contre l’impéritie du gouvernement malgré les restrictions et les mises en garde officielles. Au milieu d’un important déploiement militaire et policier, 5 000 manifestants étaient rassemblés sur la place. Alors que les protestataires étaient pacifiques dans la capitale, des affrontements ont éclaté entre forces de sécurité et manifestants à Hawija et à Mossoul dans lesquels sept manifestants ont été tués.

### Mars 2011
- Jeudi 3 mars 2011 : neuf personnes, dont trois policiers, ont été tuées et huit autres blessées dans un attentat-suicide contre une banque gouvernementale de Haditha, à 210 km au nord-ouest de Bagdad. Quatrième responsable local irakien à démissionner depuis le début du mouvement de contestation en Irak, il y a un mois, le maire de Bagdad a annoncé son départ après 5 ans de mandat. Des manifestants s’étaient rassemblés dans la capitale irakienne le mois dernier pour dénoncer la corruption et l’inefficacité de leurs élus. Saber al-Essawi n’a cependant pas fait allusion à ces soulèvements populaires, dans lesquels au moins 23 personnes auraient perdu la vie. « J’espère qu’un nouveau maire sera choisi pour achever le processus de reconstruction et de développement de la capitale », a-t-il seulement déclaré. Une nouvelle manifestation est prévue vendredi dans la capitale. Dans un même temps, la chaine qatarie Al-Jazeea a reçu l’autorisation d’ouvrir à nouveau son bureau à Bagdad, plus de 6 ans après son interdiction.

### Mai 2011
- Lundi 10 mai 2011 : 68 personnes ont perdu la vie et 250 autres ont été blessées à la suite d'attentats et d'attaques contre des travailleurs de la compagnie d'État pour les industries textiles et les forces de sécurité. Il s'agit de la journée la plus sanglante en Irak depuis le début de l'année. Une première bombe a explosé près d'une mosquée chiite dans la ville de Souwayra, à 60 km de Bagdad. Au moment où des passants se sont précipités sur les lieux pour secourir les victimes, une voiture piégée a explosé, entrainant la mort de 11 personnes et en blessant 70 autres. Plus tard dans la journée, deux voitures piégées ont explosé sur le parking de l'usine où travaillaient les ouvriers, au moment où ceux-ci quittaient leur lieu de travail. À l'arrivée des secours, un kamikaze s'est fait exploser dans la foule, afin de faire le plus de victimes possibles. Dans ces deux attaques, au moins 36 personnes ont été tuées et 140 autres blessées. À Bagdad, des postes de contrôle ont été attaqués pendant plus d'une heure et demie, faisant 9 morts et 24 blessés. Il s'agit principalement des membres des forces de sécurité, selon les ministères de l'intérieur. À Mossul, deux personnes ont été tuées lorsqu'un kamikaze a fait exploser sa voiture piégée à un check point contrôlé par les forces de sécurité irakiennes et kurdes[14].

- Mercredi 18 mai 2011 : le général irakien Mohamed al-Askari, porte-parole du ministère de la défense, a annoncé que le chef présumé d'Al-Qaïda en Irak, Mekhlef Mohamed Hussein al-Azzaoui (surnommé "Abu Radouane") a été arrêté dans le nord de Bagdad, durant la nuit de mardi à mercredi, au cours d'une opération de l'armée irakienne. L'opération a également permis l'arrestation de trois autres dirigeants présumés d'Al-Qaïda en Irak, dont Qassem Mohamed Taha, recherché pour son rôle dans l'organisation de l'attaque sanglante du conseil provincial de Tikrit le 29 mars, durant laquelle 58 personnes sont mortes[15].

### Juin 2011
- Lundi 6 juin 2011 : Selon le ministère irakien de l'intérieur, cinq roquettes ont été tirées contre la base américaine de Camp Victory (Baghdad), causant la mort de 5 soldats américains. Il s'agit de l'attaque la plus meurtrière depuis deux ans pour l'armée américaine. Les corps carbonisés de deux insurgés présumés ont été retrouvés dans une voiture ; il semblerait qu'une roquette a explosé à l'intérieur du véhicule. Un contingent d'environ 45 000 soldats américains est toujours en Irak, principalement pour effectuer des missions de formation et conseiller les forces de sécurité irakiennes. À Tikrit, un kamikaze a fait exploser son véhicule au moment où un détachement militaire venait relever une patrouille de police, à l'entrée principale d'un complexe de palais de l'ancien régime qui constituent actuellement le quartier général de nombreux services de sécurité locaux. L'explosion a causé la mort de 12 personnes (neuf militaires et trois civils) et a blessé vingt autres personnes[16].

- Vendredi 15 juillet 2011 : dans la nuit de jeudi à vendredi, une bombe a détoné dans une maison du quartier de Dora (un quartier au sud de Bagdad) tuant une personne. La police s'est rendue sur les lieux et y a trouvé plusieurs autres bombes et pistolets équipés de silencieux. Plus tard dans la journée de vendredi, toujours dans le quartier de Dora, une personne a été tuée et trois autres blessées après qu'une bombe ait explosé. Dans la ville sainte de Kerbala, l'explosion d'une voiture piégée a entrainé la mort de 3 pèlerins et a blessé 23 autres personnes[17].

### Août 2011
- Lundi 29 aout 2011 : l'aviation turque a procédé de jeudi à dimanche à de nouveaux raids dans le nord de l'Irak sur des bases du Parti des travailleurs du Kurdistan (PKK), faisant jusqu'à 160 morts parmi les rebelles kurdes, selon l'armée turque [18].

### Septembre 2011
- Jeudi 1er septembre 2011 : trente-cinq détenus irakiens soupçonnés de terrorisme se sont évadés d'une prison de la province de Ninevah, dans le nord de l'Irak. Selon Abdoul Rahim al-Shimmary, chef de la commission de sécurité du conseil provincial, 21 détenus ont été arrêtés peu après s'être évadés à l'aube par un tunnel de 50 mètres de long qu'ils avaient creusé. Quatorze étaient toujours en fuite. Les détenus étaient incarcérés dans un bâtiment du ministère de l'Intérieur. Mr Al-Shimmary a précisé qu'ils avaient des liens avec al-Qaïda. Selon deux responsables irakiens proches du dossier, le tunnel conduisait à une canalisation d'égout menant au Tigre[19].

- Dimanche 11 septembre 2011 : le président iranien Mahmoud Ahmadinejad a réaffirmé que les attentats commis le 11 septembre 2001 contre le World Trade Center avaient servi de « prétexte » à l'invasion de l'Irak et de l'Afghanistan par les occidentaux. « Le 11 septembre a été un jeu visant à influencer les émotions de l'humanité et à trouver un prétexte pour attaquer des régions musulmanes et envahir l'Irak et l'Afghanistan en tuant un million de personnes innocentes », a déclaré le président iranien. Il avait provoqué des vives réactions internationales en déclarant, en septembre 2010 devant l'assemblée générale de l'ONU, que le 11 septembre était un « complot orchestré par certains cercles au sein du pouvoir américain afin de relancer une économie déclinante, de renforcer l'emprise [des États-Unis] sur le Moyen-Orient et de sauver le régime sioniste »[20].

### Décembre 2011
- Jeudi 15 décembre 2011: fin officielle de l'opération New Dawn (Aube nouvelle) conduite par les États-Unis pour encadrer et former les forces de sécurité irakiennes, ce qui met un terme à la participation des États-Unis à la guerre d'Irak. Les contingents américains achèvent leur retrait le 18 décembre.